# Imre Kertész

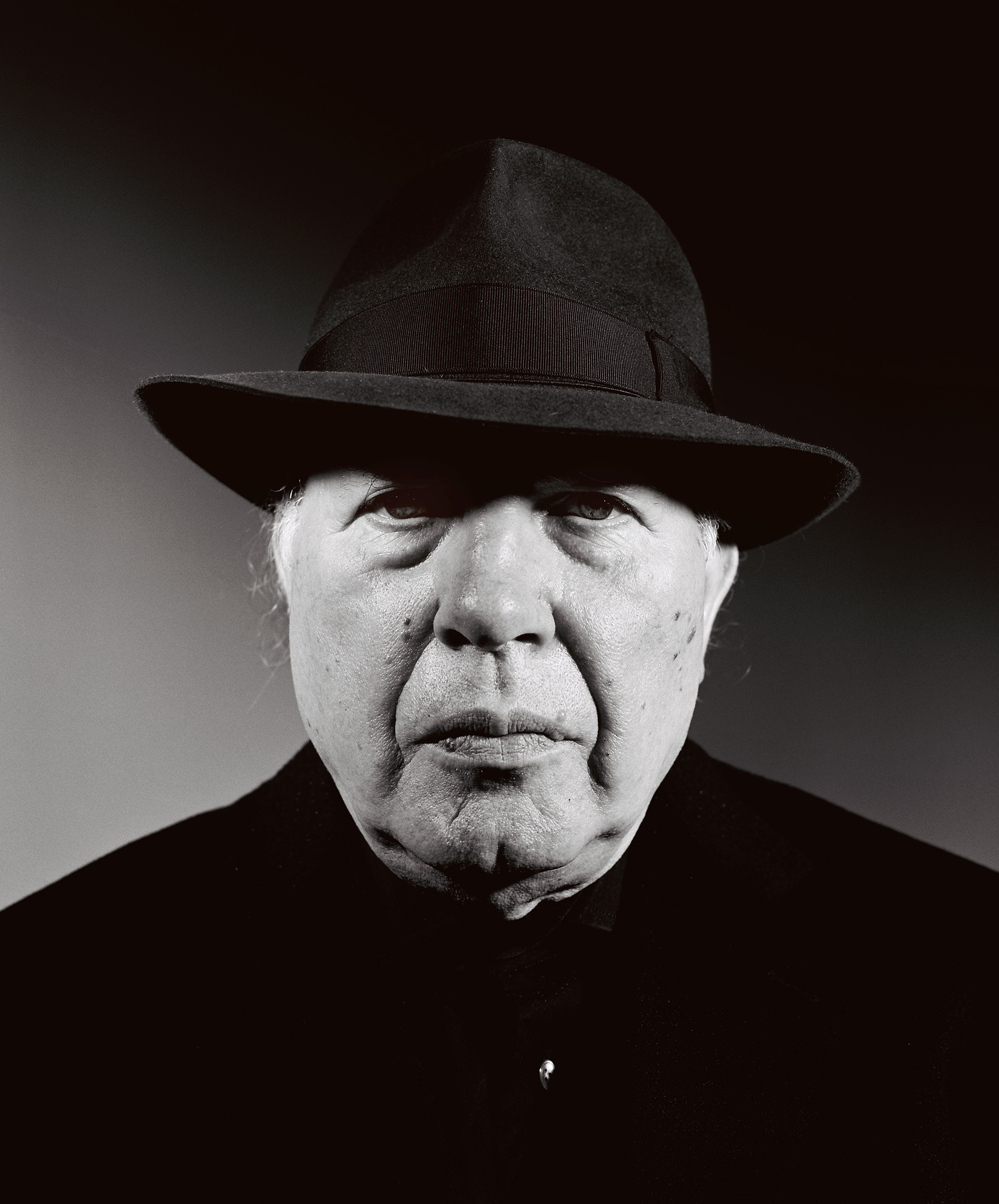
Imre Kertész fotografiert von Oliver Mark, Berlin 2005

Imre Kertész [ˈimrɛ ˈkɛrte:s] (geboren am 9. November 1929 in Budapest; gestorben am 31. März 2016 ebenda) war ein ungarisch-jüdischer Schriftsteller und Holocaust-Überlebender. 2002 erhielt er den Nobelpreis für Literatur.

## Biographie
Imre Kertész wurde am 9. November 1929 in Budapest geboren. Wegen seiner jüdischen Abstammung wurde er mit vierzehn Jahren im Juli 1944 (im Verlauf eines gegen Miklós Horthy gerichteten Gendarmerieputsches in Budapest) über Auschwitz in das Konzentrationslager Buchenwald und in dessen Außenlager Wille in Tröglitz / Rehmsdorf bei Zeitz verschleppt. Im Anschluss an seine Befreiung am 11. April 1945 kehrte er nach Budapest zurück.
Nach seinem Abitur 1948 fand Kertész von 1949 bis 1950 eine Anstellung als Journalist bei der Tageszeitung Világosság, die er jedoch wieder aufgeben musste, da diese zum Parteiorgan der Kommunisten erklärt wurde. Daraufhin arbeitete er zunächst in einer Fabrik und dann in der Presseabteilung des Ministeriums für Maschinenbau und Hüttenwesen.
Ende 1951 wurde Kertész zum Militärdienst einberufen. Unter anderem arbeitete er als Wärter in einem Militärgefängnis. Aus dieser Stellung entkam er durch das Vortäuschen eines Nervenzusammenbruchs. Danach wurde er im Filminstitut der Armee beschäftigt.
Nach seiner Entlassung aus dem Militärdienst 1953 begann Kertész in Budapest als freier Schriftsteller zu arbeiten. Seinen Lebensunterhalt sicherte er sich zunächst mit dem Schreiben von Texten zu Musicals und Theaterstücken, die er jedoch nicht zu seinem literarischen Werk zählt.
1953 lernte Kertész seine spätere Ehefrau Albina Vas kennen, die er 1960 heiratete und mit der er bis zu ihrem Tod 1995 zusammenlebte.
Von 1960 bis 1973 arbeitete Kertész an seinem ersten Roman Schicksalslosigkeit (1975, ungar. Originaltitel: Sorstalanság; dt. 1990: Mensch ohne Schicksal, 1996: Roman eines Schicksallosen), der zu den bedeutendsten Werken über den Holocaust zählt und der seinen Ruhm begründete. In dem Roman beschreibt Kertész fiktiv das Erlebnis seiner Lagerhaft 1944/1945. So unterscheidet sich der Text wesentlich von herkömmlichen Lagerromanen, wie namentlich etwa Fritz Selbmann, Die lange Nacht, 1961, ungar. 1963. Sein eigentliches Thema ist Kertész’ Entwicklung von einem durch den Totalitarismus geprägten „funktionalen Menschen“ zu einer freien, verantwortlichen Person und zu einem autonomen Autor. Hierauf hat Kertész auch selbst in Tagebuchnotizen und Interviews hingewiesen. Schicksalslosigkeit sei eine „als private Autobiographie getarnte[]“ „Parodie“ auf die „bis zum Überdruss bekannte[] Lagerliteratur“. Er habe „kein Holocaust-Buch geschrieben“, denn darüber könne man „keinen Roman schreiben“: „Man sagt, über den Holocaust kann schreiben, wer in der Gaskammer getötet worden ist. Ich habe einen Roman über die Schicksalslosigkeit geschrieben. Das ist ein Zustand des Menschen in einer Diktatur, wo man des eigenen Schicksals beraubt wird.“ Das Manuskript wurde 1973 wegen seines anstößigen Gehalts von dem Verlag Magvető zunächst zurückgewiesen. 1975 konnte der Roman schließlich bei Szépirodalmi erscheinen, da er dort wider Erwarten zwei positive Gutachten erhalten hatte. Es wurde eine „Grundauflage“ von 5000 Exemplaren gedruckt, von denen allerdings nur sehr wenige im Handel verfügbar waren. Erst die zweite Auflage von 1985 erlangte in Ungarn einige Bekanntheit. Kertész konnte nach Schicksalslosigkeit aber durchaus regelmäßig publizieren. 1976 erschien seine frühe Erzählung Erdenbürger und Pilger, 1977 Der Spurensucher zusammen mit Detektivgeschichte, 1978 die Erzählung Die Bank, 1985 der »Prolog« seines zweiten großen Romans Fiasko, 1988 Fiasko und 1990 sein letzter vor der Wende geschriebene Roman Kaddisch für ein nicht geborenes Kind. Nach der Veröffentlichung von Schicksalslosigkeit im Jahr 1975 war es Kertész außerdem möglich, mit Übersetzungen Geld zu verdienen. Unter anderem übertrug er Werke von Friedrich Nietzsche, Hugo von Hofmannsthal, Arthur Schnitzler, Sigmund Freud, Joseph Roth, Elias Canetti, Tankred Dorst, Walter E. Richartz, Volker W. Degener, Friedrich Dürrenmatt und Ludwig Wittgenstein.
Eine breitere Rezeption seiner Arbeit auch außerhalb Ungarns setzte erst nach dem politischen Systemwechsel von 1989 ein (obwohl die Kritikerin Eva Haldimann schon seit März 1977 in der Neuen Zürcher Zeitung Rezensionen zu seinen ungarischen Veröffentlichungen schrieb). Seine Werke wurden in viele Sprachen übersetzt und er hatte zum ersten Mal ein größeres Publikum. Neben weiteren Erzählungen und Romanen, in denen er sich mit den neuen Lebensbedingungen nach der Wende auseinandersetzt, verfasste er seit 1990 auch Reden und Essays, in denen er insbesondere „über die ethische und kulturelle Bedeutung des Holocaust“ reflektiert. Allgemeine Bekanntheit erlangte er durch Christina Viraghs Neuübersetzung Roman eines Schicksallosen von Sorstalanság, die 1996 bei Rowohlt Berlin erschien.
1996 heiratete Kertész in zweiter Ehe die aus Ungarn stammende Amerikanerin Magda Ambrus-Sass (1942–2016). Kennengelernt hatte er sie bereits im Oktober 1990 auf einer Abendgesellschaft des Kritikers Sándor Radnóti.

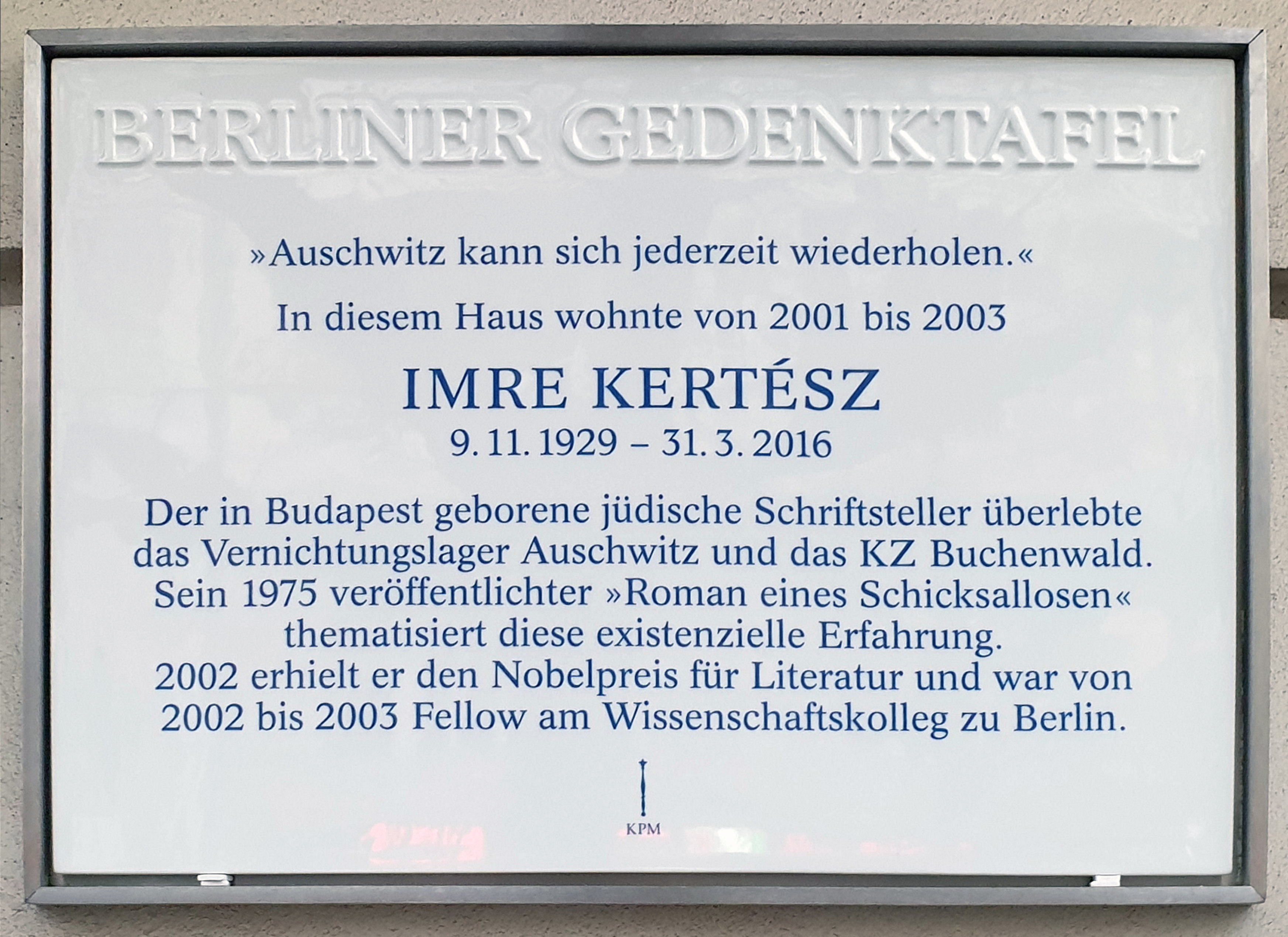
Berliner Gedenktafel am Haus, Meinekestraße 3, in Berlin-Charlottenburg

2001 nahm Kertész zunächst eine Arbeitswohnung in Berlin und lebte schließlich mit seiner Frau dauerhaft in Berlin. 2002/2003 war er Fellow am Wissenschaftskolleg zu Berlin, von dem er eine Förderung zur Fertigstellung seines Romans Liquidation erhielt.
Im Oktober 2002 wurde Kertész mit dem Nobelpreis für Literatur ausgezeichnet.
Im Zusammenhang mit seinem Theaterstück Csacsifogat (Eselskarren) aus den 1950er Jahren (das Kertész nicht zu seinem literarischen Werk zählt) hatte ein einstiger Freund, der Autor und Dissident Pál Bán, gegen ihn einen Plagiatsvorwurf erhoben. Dieser Anschuldigung, die in der Zeitung Soproni Ász am 14. November 2002 veröffentlicht wurde, widersprach Kertész. In einer Tagebuchnotiz vom 17. November kommentiert er den unmittelbar nach dem Nobelpreis gegen ihn gerichteten Angriff: „Die Groteske, die mein Leben begleitet. […] es setzt mir mehr zu als nötig.“
Am 3. Oktober 2003 hielt Kertész auf Einladung der Landesregierung von Sachsen-Anhalt die Festrede zur zentralen Feier der Deutschen Wiedervereinigung in Magdeburg.
Am 29. Januar 2007 war Kertész Gastredner im Deutschen Bundestag anlässlich des offiziellen Gedenktages der Befreiung des Konzentrationslagers Auschwitz. Im Rahmen der Gedenkstunde zum Tag des Gedenkens an die Opfer des Nationalsozialismus las er aus seinem Roman Kaddisch für ein nicht geborenes Kind.
Im November 2012 wurde in der Berliner Akademie der Künste das Imre-Kertész-Archiv der Öffentlichkeit präsentiert. Dem Archiv hatte Kertész schon seit Ende 2001 Manuskripte und Korrespondenz überlassen. Maßgeblich beteiligt an dieser Transaktion war der mit Kertész befreundete Berliner Rechtsanwalt Ingo Fessmann (der seit 1997 auch bei verschiedenen Personen und Institutionen dafür geworben hat, Kertész für den Nobelpreis vorzuschlagen). Weiteres umfangreiches Material folgte 2011. 2012 erwarb die Akademie den bei ihr lagernden Bestand mit Unterstützung der Friede-Springer-Stiftung, der Kulturstiftung der Länder und des Beauftragten der Bundesregierung für Kultur und Medien.
Im November 2012 zog Kertész wegen seiner fortschreitenden Parkinson-Erkrankung wieder nach Budapest: „Ich habe Parkinson, sonst wäre ich nie zurückgekommen.“ Tatsächlich stand er seinem Heimatland kritisch gegenüber. Schon 1990 verließ er den ungarischen Schriftstellerverband, über den er 2004 anlässlich antisemitischer Vorfälle, die eine größere Austrittswelle verursachten, auch einen polemischen Essay verfasste. Kritisch über Ungarn äußerte er sich weiterhin in zwei Interviews von 2009. Als er jedoch 2014 von Ministerpräsident Viktor Orbán für den Sankt Stephans-Orden nominiert wurde, nahm er diesen höchsten ungarischen Staatspreis trotz der Gefahr einer politischen Vereinnahmung seiner Person an, denn er sehe die Notwendigkeit, in seinem Land einen „Konsens“ herzustellen.
Kertész’ letzte Buchveröffentlichungen sind der Tagebuchroman Letzte Einkehr von 2014 (dt. 2015), den Kertész selbst als Abschluss seines Werkes bezeichnete, und der Tagebuchband Der Betrachter. Aufzeichnungen 1991–2001, an dem er bis kurz vor seinem Tod arbeitete und der auf Ungarisch auch noch zu seinen Lebzeiten am 10. März 2016 bei Magvető erschien (dt. 2016).
Imre Kertész starb am 31. März 2016. Seine Grabstätte befindet sich auf dem Kerepesi temető im VIII. Budapester Bezirk.
Ende 2016 wurde bekannt, dass Kertész’ Witwe kurz vor ihrem Tod (am 8. September) die Rechte an seinem Nachlass einer regierungsnahen ungarischen Stiftung vermacht hatte. Diese gründete Anfang 2017 das Imre-Kertész-Institut (Kertész Imre Intézet), an dem seine nachgelassenen Manuskripte für eine Veröffentlichung aufbereitet werden sollen. Ein gerichtlicher Streit um die Urheberrechte wurde Anfang 2019 endgültig zugunsten des Budapester Kertész-Instituts entschieden. Das Gebäude des Instituts, eine renovierte Villa in der Benczúr-Straße, wurde am 10. Oktober 2020 mit einer Rede von Viktor Orbán eröffnet. Leiter des Instituts war seit der Gründung zunächst Kertész’ ehemaliger Freund und Lektor Zoltán Hafner. Jedoch gab Hafner im Sommer 2021 diese Stellung auf, weil er sich am Institut zunehmend in seiner Forschungsarbeit behindert sah.

## Werk

### Erzählwerk

#### Tetralogie der Schicksallosigkeit
Der Roman eines Schicksallosen bildet zusammen mit Fiasko, Kaddisch für ein nicht geborenes Kind und Liquidation eine sogenannte „Tetralogie der Schicksallosigkeit“. Diese üblich gewordene Einordnung seiner großen Romane zu einem Zyklus relativiert allerdings Kertész selbst in seinem autobiographischen Dialogroman Dossier K. von 2006, in dem einer seiner beiden Alter Egos sagt: „Trilogie, Tetralogie: das besagt für mich nichts. Ich habe immer nur den Roman geschrieben, den ich gerade schrieb, […]. Mit einer Adorno-Paraphrase gesagt: Nach Auschwitz ist es nicht mehr möglich, Romanzyklen zu schreiben.“ Jedoch habe er auch „nichts dagegen einzuwenden“, wenn diese „organisch“ zustande gekommene Struktur so charakterisiert werde.

##### „Roman eines Schicksallosen“
Kertész arbeitete an seinem ersten Roman Sorstalanság (Schicksalslosigkeit), für dessen Handlung er seine Erlebnisse in Auschwitz und Buchenwald verwendet hat, von 1960 bis 1973. Das Manuskript wurde 1973 von dem Staatsverlag Magvető abgelehnt. Nach der Veröffentlichung 1975 bei Szépirodalmi – laut Kertész dem einzigen anderen möglichen Verlag – wurde das Buch lange Zeit totgeschwiegen. Erst nachdem György Spiró 1983 in der Zeitschrift Élet és Irodalom (Leben und Literatur) einen Artikel über Kertész’ Erstlingswerk publiziert hatte, brachte die zweite ungarische Auflage von 1985 dem Roman die gebührende Anerkennung. Auf Deutsch erschien der Roman zunächst in der Übersetzung Mensch ohne Schicksal von Jörg Buschmann (Rütten und Loening, 1990). Bekannt wurde aber erst die Neuübersetzung Roman eines Schicksallosen von Christina Viragh (Rowohlt Berlin, 1996).
Als Sorstalanság 1973 mit der Begründung abgelehnt worden war, Kertész komme mit „«diesem Thema»“ (Auschwitz) „zu spät“, antwortet er hierauf im Tagebuch: „Denke ich an einen neuen Roman, denke ich wieder nur an Auschwitz.“ Dennoch ist Sorstalanság etwas anderes als ein autobiographischer Bericht, in dem Kertész seine KZ-Haft schildert. In einer Notiz von 1984 bemerkt er dazu, dass er zwar eine autobiographische Form verwendet, aber keinen autobiographischen Text geschrieben habe: „Das Autobiographischste“ an dem Roman sei, dass es in ihm „nichts Autobiographisches gibt.“ Aus seinen posthum veröffentlichten Arbeitstagebüchern von 1960 geht hervor, dass er es schon damals als ungenügend erkannt hat, seine „Erinnerung“ an das KZ durch „Poesie“ zu verklären und auf diese Weise ins Literarische zu übersetzen: „So etwas kann […] nicht Intention und Gehalt, sondern nur Ingredienz eines Romans sein.“ Auffällig werde das vor allem bei der „Beschreibung des Alltags im roten Zimmer“ (in der Krankenstation des Lagers Buchenwald, Kap. 8 des Romans), weil hier die Handlung stagniere. Kertész‘ Lösung bestand darin, sein Lager-Erlebnis von 1944/1945 nur als ein ironisches Motiv zu verwenden. In Wirklichkeit deutet es auf seine geistige Entwicklung seit Mitte der 50er Jahre, für die er sich an Autoren wie Kant, Nietzsche oder Th. Mann orientiert hat. Letztere verbergen sich hinter den Personen, denen der Protagonist Köves in der Krankenstation begegnet. Entsprechend legen es Kertész‘ spätere Tagebucheinträge nahe, dass der erzählerisch dargestellte Arbeitsdienst eine Allegorie für seine exemplarische „Arbeit an sich selbst“ (im Sinne von Thomas Mann) ist, die er nach seiner Befreiung aus dem Lager als werdender Autor in Budapest leistete. Aufgrund jener geistigen Befreiung, durch die er sich sein Leben existentiell aneignete, unterscheide er sich vom zeittypischen „funktionalen Menschen“, der sich ideologisch leiten lässt und so das „existentielle Erlebnis seines Lebens“ versäumt respektive „ohne eigenes Schicksal“ bleibt. Als Schriftsteller sehe er sich dagegen als jemand, der seine persönlichen Erlebnisse in eigener Verantwortung zu deuten versucht, bei allem Zwang der Verhältnisse also zumindest „die Sprache und die fertigen Begriffe nicht akzeptiert.“ Zum Titel des Romans gibt Kertész in einer Notiz von 1965 Auskunft: „«Roman einer Schicksalslosigkeit» – als möglicher Titel, unbedingt aber als Untertitel.[/] Was bezeichne ich aber als Schicksal? Auf jeden Fall die Möglichkeit der Tragödie. Die äußerste Determiniertheit aber, die Stigmatisierung, die unser Leben in eine durch den Totalitarismus gegebene Situation, in eine Widersinnigkeit presst, vereitelt diese Möglichkeit: Wenn wir also als Wirklichkeit die uns auferlegte Determiniertheit erleben statt einer aus unserer eigenen – relativen – Freiheit folgenden Notwendigkeit, so bezeichne ich das als Schicksalslosigkeit.“ Als wichtige Leitbilder für die Arbeit an Sorstalanság macht Kertész in seinen Arbeitsnotizen insbesondere Thomas Mann (Der Zauberberg, Doktor Faustus) und Albert Camus (Der Fremde) kenntlich. Im Roman spielt er auf Thomas Mann mit der Figur eines namenlosen deutschen Häftlings mit „Künstlermütze“ und „rasiermesserscharfer Bügelfalte“ an. Ferner kann der Häftling Bandi Citrom, der für den Erzähler György Köves im Lager eine Art Mentor ist, als ein Pendant von Camus aufgefasst werden.
Das Buch wurde 2003–2004 von Lajos Koltai unter dem Titel Sorstalanság (dt. Fateless – Roman eines Schicksallosen) verfilmt. Die deutsche Fassung wurde 2005 auf der Berlinale vorgestellt. Der Film basiert auf dem Drehbuch Sorstalanság. Filmforgatókönyv, 2001 (dt. Schritt für Schritt, 2002) von Kertész.

##### „Fiasko“
Der zweiteilige Roman A kudarc (Teil 1 veröffentlicht in der Zeitschrift des ungarischen Schriftstellerverbands Kortárs Nr. 2, 1983; vollständig erschienen 1988 bei Szépirodalmi; dt.: Fiasko, 1999) ist eine Selbstdarstellung Kertesz’ sowohl hinsichtlich seiner aktuellen literarischen Arbeit als auch seiner frühen Schreibversuche beziehungsweise seiner damit einhergehenden geistigen Entwicklung. Im ersten Teil bereitet sich der »Alte«, der bereits mehrere Bücher veröffentlicht hat (äquivalent dem Roman eines Schicksallosen von 1975 und einem Band mit den Erzählungen Der Spurensucher und Detektivgeschichte von 1977) und der seinen Lebensunterhalt ansonsten mit Übersetzungen bestreitet, auf das Schreiben eines neuen Romans vor. Aus diesem Roman besteht der zweite Teil von Fiasko. In ihm schildert Kertész anhand der Figur Steinig (ungar.: Köves, ein Namensvetter des Jungen aus dem Roman eines Schicksallosen) seine Entwicklung zur verantwortlichen Person und zum künstlerischen Autor. In einer Tagebuchnotiz von 1994 bemerkt er über den „Titel Fiasko“, das damit thematisierte „Scheitern“ beziehe sich darauf, dass der Protagonist des Romans zwar eigentlich „sein Ich verlieren will“, dann aber doch nicht dem „im einleitenden Teil skizzierten Schicksal“ des Alten entkommen kann, als ein verantwortliches Individuum zu leben. Entsprechend erkennt Steinig im Verlauf eines existentiellen Erlebnisses, dass er sich dem verführerischen „Sog“ der Massengesellschaft entziehen und sich selbst wie einen „Ertrinkenden“ retten muss.

##### „Kaddisch für ein nicht geborenes Kind“

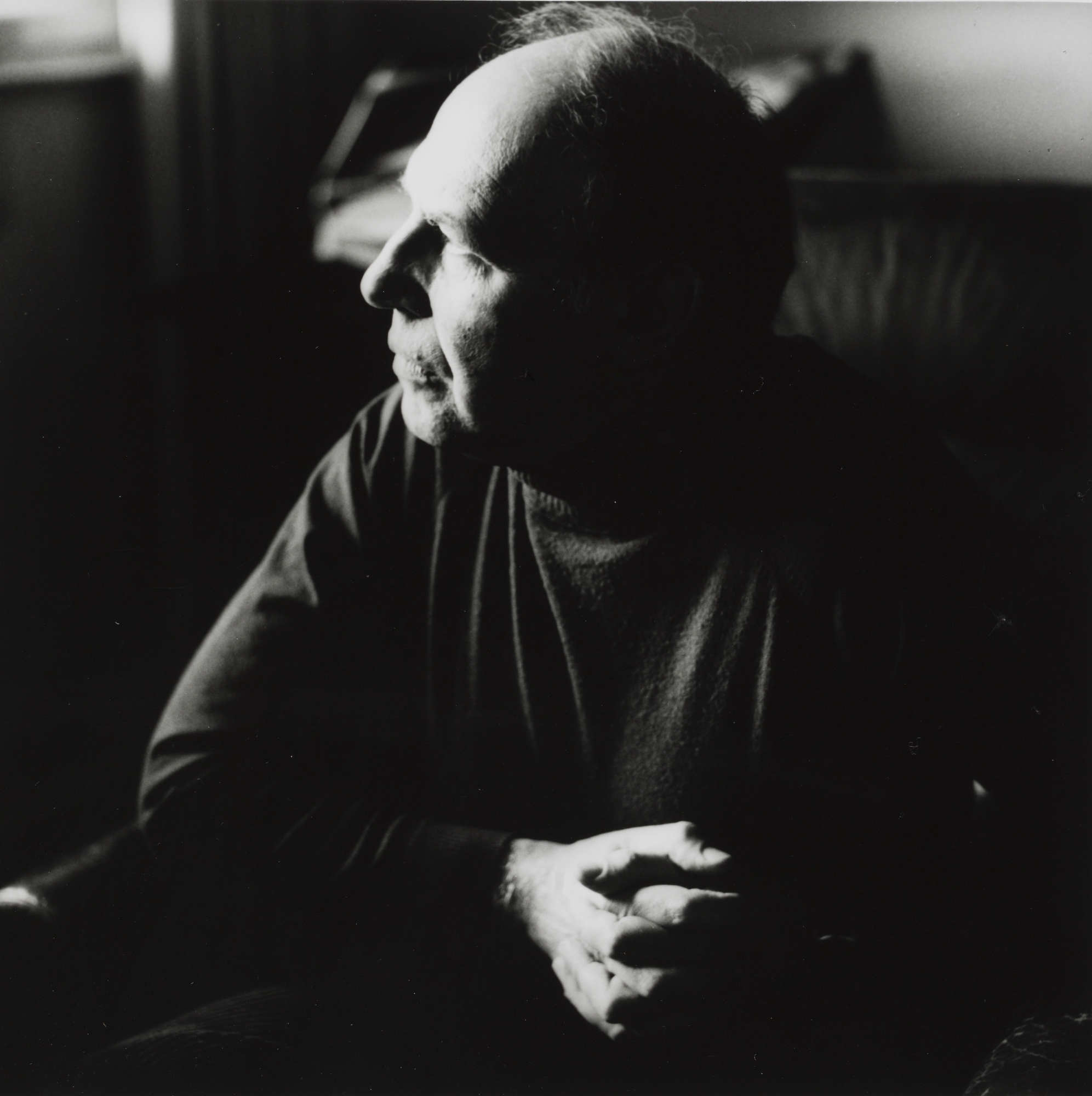
Imre Kertész in der Villa Waldberta (1992)

In dem Roman Kaddis a meg nem született gyermekért, 1990 (dt. Kaddisch für ein nicht geborenes Kind, 1992) befasst Kertész sich mit den bleibenden Folgen der Schoah und dem (geistigen) Überleben nach Auschwitz. Kaddisch ist der Titel eines Gebets, das die Juden für ihre Toten sprechen. Dem korrespondiert in Kertész’ Roman der Monolog des Schriftstellers und Holocaust-Überlebenden B., der nach Auschwitz kein neues „Leben“ mehr in die Welt setzen will und stattdessen versucht, als Autor durch die Weitergabe seiner Lebenserfahrung an die Nachwelt eine „geistige Existenzform“ zu realisieren. Diese sei „nichts anderes als eine Erklärung, eine Anhäufung von Erklärungen“ – und zwar in seinem Fall: für „Auschwitz“.

##### „Liquidation“
In dem Roman Felszámolás, 2003 (dt. Liquidation, 2003) beschreibt Kertész, wie sich die junge Generation in Ungarn nach der Wende wieder mit dem historischen Erbe Auschwitz konfrontiert sieht „und damit nichts anfangen kann“. Als ein charakteristischer Vertreter jener Generation dient die Figur des nihilistischen und kulturlosen Lektors Keserű, dessen Name ihn als einen verbitterten Menschen ausweist (ungar. keserű = bitter). Eine formale Besonderheit an Liquidation ist, dass die Rolle des Erzählers scheinbar von verschiedenen Figuren übernommen wird. Jedoch gibt es signifikante Hinweise darauf, dass der Erzähler durchgehend mit dem Selbstmörder B. oder Bé, einem Alter Ego Kertész’, identisch ist, der als geisterhafter Autor wie ein Bauchredner aus dem Mund verschiedener puppenartiger Figuren (und auch als nicht weiter identifizierter, anonymer Erzähler) spricht. Dem korrespondiert die weitere Besonderheit, dass Liquidation, anders als alle anderen Romane Kertész’, keine realen Erlebnisse zur Grundlage hat. Vielmehr entwirft Kertész alias Bé dort ein Szenario der Zukunft, wobei er sich hypothetisch in das Leben fremder Personen (wie u. a. Keserű) versetzt. Entsprechend hat im Roman Bé ein Theaterstück mit dem Titel »Liquidation« hinterlassen, aus dem einige Passagen zitiert werden und dessen Handlung sich in der Roman-Realität auf rätselhafte Weise wiederholt. Durch das fiktiv von Bé verfasste Szenario motiviert Kertész den zeitgenössischen Leser, den Konformismus und die Verantwortungslosigkeit zu überwinden, die eine wesentliche Bedingung sowohl für Auschwitz als auch für die kommunistische Diktatur waren. Dieser verbreiteten Mentalität stellt er das Ideal einer subkulturellen „Solidarität“ oder „Liebe“ gegenüber, welche Haltung einen gangbaren Weg in die Zukunft weisen würde. Die Abwesenheit von Bé wird in Liquidation noch dadurch betont, dass Keserű in Bés Nachlass einen geheimnisvollen „Roman“ vermisst, den Bés ehemalige Frau Judit verbrannt haben soll. Dieser Roman ist offenbar ein Symbol für das Leben oder die biographische Erinnerung von Kertész. Der Leser kann sich somit dazu aufgefordert sehen, nunmehr selbst neue Erfahrungen zu machen und sein Leben auf dieser Grundlage eigenverantwortlich zu gestalten. Diesbezüglich gibt Kertész gleich zu Beginn des Romans einen konkreten Hinweis, indem er auf den Kosovokrieg von 1999 anspielt, an dem auch Ungarn als neues Mitglied der NATO beteiligt war: „Neuerdings – […], just im frühen Frühling 1999, an einen sonnigen Vormittag – war die Wirklichkeit für Keserű zu einem problematischen Begriff, doch was noch schlimmer ist, zu einem problematischen Zustand geworden.“ Im Klartext schreibt er dazu in dem 1999 verfassten Essay Wird Europa auferstehen?: „Es war Frieden. Doch in der letzten Märzwoche erwachte der Kontinent von Flugzeugdröhnen und Bombendetonationen.“ Hierbei wirbt er dafür, im Rahmen der NATO-Mission für die europäischen Werte zu kämpfen und die Mentalität, welche die totalitären Diktaturen ermöglicht hatte, zu überwinden oder zu liquidieren.

#### Erzählungen
Einer der frühesten von Kertész erhaltenen Texte ist die Ende der 1950er Jahre geschriebene Erzählung Világpolgár és zarándok, 1976 (dt. Erdenbürger und Pilger, 2005). Es handelt sich um eine Nacherzählung der biblischen Geschichte von Kain und Abel. Laut Kertész wurden die Figuren Kain (Erdenbürger) und Abel (Pilger) durch Augustinus’ Schrift De civitate Dei (Vom Gottesstaat) inspiriert. Augustinus unterscheidet dort Kain als Gründer eines weltlichen Staats von Abel, der keinen Staat gegründet hat. Mit letzterer Figur identifiziert sich offenbar Kertész als Künstler. Ein weiterer Text aus dieser Zeit ist das Fragment Èn,a hóhér (dt. Ich, der Henker), das Kertész in den Roman Fiasko integriert hat. Mit diesem monologischen Pamphlet eines fiktiven politischen Verbrechers parodiert er die „schwülstigen und voller Paradoxien steckenden Bekenntnisse der Nazikriegsverbrecher, wie sie damals in großer Zahl veröffentlicht wurden“. Auch hier ist ein biographischer Bezug erkennbar. So bemerkt Kertész, die Figur des Henkers gehe auf seine eigene Arbeit als Wärter in einem Militärgefängnis Anfang der 50er Jahre zurück: „Nicht Auschwitz – das Erduldete – hat mich zum Schriftsteller gemacht, sondern das Militärgefängnis – die Situation des Henkers, des Täters* [* im Original deutsch].“
1977 erschien von Kertész in Ungarn der Band A nyomkereső (Der Spurensucher) mit zwei kurzen Prosatexten. In der Titelgeschichte (dt. 1999) tritt der aus dem Roman eines Schicksallosen bekannte Protagonist – hier: der Gast oder der Abgesandte – dreißig Jahre nach seiner Deportation in das KZ Buchenwald diese Reise noch einmal an. Das Wiedersehen der historischen Orte erweist sich allerdings als fruchtlos. Die für Kertész wichtige Kritikerin Eva Haldimann schreibt dazu 1977: „Der Sucher geht der grauenvollen Vergangenheit nach, die er jedoch vergebens heraufzubeschwören versucht. Nichts ist gleichgeblieben, das Erlebnis ist verkümmert; ja sogar der Besucher muss feststellen, dass die Vergangenheit auch in ihm zu Schweigen geworden ist.“ Indes kommt der Abgesandte unversehens doch an sein „Ziel“, als er im gegenwärtigen Stadtbild von Weimar ein Zeichen für das Fortdauern totalitärer Verhältnisse entdeckt: so wird er auf die vorherrschende Farbe „Gelb“ aufmerksam, die Kertész hier ersichtlich als ein Symbol der Unterdrückung und Entrechtung verwendet. Der zweite Kurzroman dieses Bandes, Detektívtörténet (dt. Detektivgeschichte, 2004), spielt in Südamerika und beschreibt den Mechanismus des Terrors aus dem Blickwinkel eines Mitglieds der politischen Polizei. Die beiden Hauptpersonen, der apolitische Kaufmann Federigo Salinas und sein idealistischer Sohn Enrique, lassen sich als Allegorie der Weltliteratur und der individuellen literarischen Arbeit deuten, wie schon der Holzhändler László Köves und sein nach Buchenwald deportierter Sohn György im Roman eines Schicksallosen. Ebenfalls von Ende der 1970er Jahre datiert die Erzählung A pad, 1978 (dt. Die Bank, 2005). Kertész schildert dort, wie ein junger Budapester Journalist während des Stalinismus die von ihm erwartete Linientreue verweigert. Nach einer quälenden Phase der oberflächlichen Anpassung beschließt er endlich, sich in seiner Redaktion „– zum ersten Mal seit langem – wieder krank zu melden“, wodurch er eine „aberwitzige Erleichterung“ erfährt. Der Auslöser hiervon ist, dass er sich eines Nachts auf einer Bank intensiv mit einem Barpianisten unterhält, der fürchtet, deportiert zu werden, und der deshalb die Nächte im Freien verbringt. Zwar geht letzteres Motiv auf eine tatsächliche Begegnung Kertész’ mit einem Budapester Jazzpianisten zurück, man kann aber leicht sehen, dass Kertész mit dem fiktiven Gespräch auf seine Lektüre von Thomas Manns Roman Der Zauberberg im Jahr 1954 anspielt, die gleichfalls auf einer Parkbank in der Nähe seiner damaligen Wohnung in der Törökstraße stattfand. Aus diesem Roman übernahm er offenbar das Motiv der befreienden „Krankheit“ (wie auch das Motiv des befreienden „Todes“ im Roman eines Schicksallosen).
Kurz nach der Wende von 1989 berichtet Kertész in den beiden Erzählungen Budapest, Bécs, Budapest, 1990 (dt. Budapest, Wien, Budapest, 2001) und Jegyzőkönyv, 1991 (dt. Protokoll, 1991, Neuübersetzung 1994) von seinen ersten Erfahrungen mit der neuen Reisefreiheit und der z. T. immer noch repressiven ungarischen Bürokratie. Vor allem letzterer Text, der von einer schikanösen Zollkontrolle handelt und eher als Gelegenheitsarbeit gedacht war, wurde in Ungarn ein großer Erfolg. In dem autobiographischen Dialogroman Dossier K. von 2006 schreibt Kertész hierüber: „Ich wollte mich einfach nur von dem beschämenden Erlebnis befreien.“ „Jedenfalls schlug die Novelle wie eine Bombe ein; noch im Erscheinungsjahr trug Mihály Kornis den Text als Monodrama auf der Literaturbühne des József-Katona-Theaters vor, Péter Esterházy schrieb eine Brudernovelle dazu, beide Geschichten erschienen bald darauf, sowohl auf Ungarisch als auch auf Deutsch, zusammen in einem schmalen Band und kamen auch als sogenanntes Hörbuch auf Kassetten in Umlauf. […] Wenn ich die Erzählung aus der Sphäre der Tagesaktualität zurücknehme und sie in die Reihe meiner Werke eingliedere, dann muss ich diese Novelle heute als Ausgangspunkt meiner Neubesinnung bezeichnen, als Resultat eines ersten Sichumblickens in der neuen Situation. Der ersten Verblüffung….“ In der weiteren Erzählung Az angol lobogó, 1991 (dt. Die englische Flagge, 1999) wiederholt Kertész in komprimierter Form die bereits im zweiten Teil von Fiasko dargestellte Wandlung des Protagonisten vom ›Journalisten‹ zum ›Fabrikarbeiter‹ und schließlich zum künstlerischen ›Autor‹.

#### Autobiographische Schriften

##### „Galeerentagebuch“
1992 veröffentlichte Kertész den Tagebuchband Gályanapló (dt. Galeerentagebuch, 1993), der die Jahre 1961–1991 umfasst. Das als Roman deklarierte Werk ist ein Tagebuch in literarisch aufbereiteter, redigierter Form. In dieser „Galeerenarbeit der Selbstdokumentation“ geht Kertész Fragen der Determiniertheit und Freiheit des Individuums nach sowie der verlorenen Möglichkeit seiner Entfaltung in einer totalitären Welt. Neben persönlichen Erfahrungen dokumentiert er seine Auseinandersetzung mit einer Vielzahl philosophischer und literarischer Autoren der Weltliteratur, die jeweils für seine eigene Arbeit relevant waren (Kant, Schopenhauer, Nietzsche, Freud, Ortega, Camus, Sartre, Adorno, Kafka, Thomas Mann, Márai, Beckett u. a.).

##### „Ich – ein anderer“
Der Tagebuchroman Valaki más. A változás krónikája, 1997 (dt. Ich – ein anderer, 1998) ist eine Art Fortsetzung des Galeerentagebuchs für die Jahre 1991–1995, in denen sich Kertész’ Leben grundlegend veränderte. Zum einen schildert Kertész, wie aus seinem Gefängnisleben im sozialistischen Ungarn ein rastloses Nomadenleben mit Reisen und Stipendienaufenthalten im Ausland wurde. Zum anderen deutet er in den Einträgen seit 1992 ein beginnendes Liebesverhältnis mit seiner zweiten Frau Magda (im Roman: M.) an, die er 1996, kurz nach dem Tod seiner ersten Frau Albina, heiratete. Der Roman endet mit Albinas (oder: A.s) Tod im Herbst 1995. Angesichts dieser Umbrüche sieht der Ich-Erzähler des Romans sich dazu veranlasst, seine Identität neu zu hinterfragen. Dabei nimmt er die Position eines Individuum ineffabile ein, das sich generell einer Objektivierung entzieht: „Meine einzige Identität ist die des Schreibens“. Schon 1977 hatte Kertész im Galeerentagebuch bemerkt, mit dem „Schreiben“ versuche er, seine „Determiniertheiten“ zu überwinden und „nicht als das zu erscheinen, was ich bin“. Um seine Würde zu wahren, verweigert er nun ebenso jede kollektive Identität, wie etwa die als Jude, „über den man in der Mehrzahl reden kann, der ist, wie die Juden im allgemeinen sind, dessen Kennzeichen sich in einem Kompendium zusammenfassen lassen wie die einer nicht allzu komplizierten Tierrasse“, aber auch eine Identifizierung mit seiner früheren persönlichen Existenz: „Schon seit langem suche ich weder Heimat noch Identität. Ich bin anders als sie, anders als die anderen, anders als ich.“

##### „Dossier K.“
Den Dialogroman K. dosszié, 2006 (dt. Dossier K. Eine Ermittlung, 2006) schrieb Kertész 2004/2005 an Stelle einer eigentlich geplanten Biographie, für die sein Freund Zoltan Hafner 2003/2004 bereits umfangreiche Interviews mit ihm geführt hatte. Der Roman besteht aus einem fiktiven Selbstgespräch, in dem zwei Alter Egos Kertész’ sich zwanglos über sein Leben und sein Werk unterhalten. In einer Vorbemerkung erklärt Kertész, das Buch sei „eine regelrechte Autobiographie“: „Folgt man jedoch dem Vorschlag Nietzsches, der den Roman von den Platonischen Dialogen herleitet, dann hat der Leser eigentlich einen Roman in der Hand.“ In einem Interview anlässlich der Veröffentlichung des Romans macht Kertész ferner darauf aufmerksam, dass gerade die künstlerische Form eine besondere Authentizität ermögliche. So habe er bereits beim Schreiben über seine KZ-Haft bemerkt: „Wenn ich im Konzentrationslager überleben will, muss ich seiner Logik folgen. Diese willentliche oder nicht willentliche Kollaboration ist die größte Schande des Überlebenden, er kann sie nicht eingestehen. Der Schriftsteller kann es. Denn die Literatur besitzt eine besondere Aufrichtigkeit. Das sind einfach gute Sätze, wissen Sie. Gute Sätze sind in diesem Fall viel wichtiger als meine eigene Schande.“

##### „Letzte Einkehr“
Anlässlich Kertész’ 80. Geburtstag druckte die Neue Zürcher Zeitung vom 7. November 2009 von ihm das Anfangskapitel eines noch in Arbeit befindlichen Prosastücks: Die letzte Einkehr – Doktor Sonderberg (ungar. Original: A végső kocsma. In: Múlt és jövő. Nr. 3, 2009). Ähnlich dem Selbstgespräch in Dossier K. steht der Protagonist Sonderberg in Beziehung zu einer zweiten Figur, dem berichtenden Erzähler, der Sonderbergs Aussagen wiedergibt. Sonderberg reflektiert über die biblische Geschichte von Lot und dessen Flucht aus Sodom, wozu er eine Nacherzählung aus seiner eigenen, heutigen Perspektive verfassen will. Die hauptsächliche Sünde der Sodomiter sieht er dabei nicht in ihren sexuellen Verfehlungen, sondern in ihrem Konformismus, der jede Rationalität und Verantwortlichkeit untergräbt. Offenbar besteht ein Bezug zu der von Kertész 2001 getroffenen Entscheidung, seinen Lebensmittelpunkt aus Budapest nach Berlin zu verlegen. Entsprechend äußerte er sich in den beiden Interviews von Tilman Krause, In Ungarn haben Antisemiten das Sagen und Ungarn diskutiert über das WELT-Interview von Imre Kertész (5./10. November 2009, Die Welt) kritisch über das kulturelle Klima in seinem Heimatland und betont, er selbst wolle sich von allen nationalen oder rassischen Gemeinschaften fernhalten. Wie seine frühen Arbeitsnotizen zeigen, hat er sich mit dem Lot-Motiv aber bereits seit Beginn seiner literarischen Tätigkeit befasst. In einer Notiz aus dem Jahr 2001 bezeichnet er es als „die erste große Idee oder das erste Thema [s]einer jungen Jahre“: „das dionysische Erlebnis, die Selbstaufgabe des freien Individuums im Rausch des Massenrituals; dieses Motiv hat meine ganze spätere Arbeit bestimmt […], also die Handlung all meiner späteren Romane.“
2013 erschien von Kertész der Band Letzte Einkehr. Tagebücher 2001–2009 (bzw. 2011 daraus die Tagebücher 2001–2003 auf Ungarisch: Mentés másként / Speichern unter). Der geplante Prosatext Die letzte Einkehr wurde nicht vollendet, ist aber als Fragment in den Tagebuchband aufgenommen (allerdings ohne das 2009 in der NZZ veröffentlichte Sonderberg-Kapitel). Im Tagebuch beschreibt Kertész sein neues Leben im Westen, wo er eine Reihe von Bekanntschaften mit prominenten Künstlern pflegt (u. a. Ligeti, Dorst, Barenboim). Weiterhin berichtet er von der Fertigstellung neuer Romane (Liquidation 2003, Dossier K. 2005) und der Entstehung des Films Fateless (2003–2005). Dabei scheint immer auf, dass der literarische Ruhm nach dem Nobelpreis 2002 (vielleicht noch mehr als einst die geistige Isolierung) für Kertész’ Kreativität problematisch war und er sich ihren Erhalt hart erkämpfen musste. Belastend war auch die bei ihm im Jahr 2000 diagnostizierte Parkinson-Erkrankung, die ihn dazu zwang, als Schreibgerät einen Laptop zu nutzen. Durch das gesamte Buch zieht sich ferner sein Plan, einen fiktionalen Text zu schreiben, der ihn in autobiographischer Manier gleichsam bis zu seinem Tod begleitet, im Gegensatz zum Tagebuch aber vom persönlichen Detail abstrahiert. Dabei versuchte er, das Projekt eines letzten Tagebuchromans mit einer Nacherzählung der Geschichte von Lot zu verbinden. Am 26. Juli 2006 notiert er dazu: „Heute morgen um fünf kam ich auf die Frage, wie Die letzte Einkehr und Der Einsame von Sodom miteinander zu verknüpfen wären; etwa so, wie Rilke die Geschichte des Malte Laurids Brigge mit der des verlorenen Sohnes verbunden hat. Ein moralisches Märchen über Schuld. Ich glaube, es wäre der einzige Weg, sowohl den Sodomer als auch die Einkehr zu retten, die einzige reale Möglichkeit für ein letztes Buch.“ Ausgeführt hat er diese Idee erst in dem Tagebuchroman Letzte Einkehr von 2014. Mit dem Sonderberg-Kapitel von 2009 und den Tagebüchern von 2013 lag der Roman aber praktisch bereits in einer verstreut publizierten Form vor.
Auf der Grundlage der Tagebücher erschien 2014 (dt. 2015) schließlich Letzte Einkehr. Ein Tagebuchroman. (Orig.: A végső kocsma), welches Buch Kertész in der Widmung selbst als „Krönung“ seines (Gesamt-)„Werkes“ bezeichnet. Von den Tagebüchern unterscheidet es sich durch einige Kürzungen und den weitgehenden Verzicht auf Daten, vor allem aber durch die Einfügung des Sonderberg-Kapitels gegen Ende des Textes. Letztere Ergänzung verleiht den Tagebuch-Passagen einen fiktionalen Charakter. Sie können nun als die von Sonderberg nacherzählte Geschichte von Lot gedeutet werden, wobei der Schriftsteller Imre Kertész, der die Tagebücher verfasst hat, zu einer fiktiven Figur in Sonderbergs Lot-Roman wird. Vorbildlich für diese Konstruktion, bei der eine autobiographische Erzählung mit einer biblischen Geschichte kombiniert wird, ist Rilkes Roman Die Aufzeichnungen des Malte Laurids Brigge, der mit der Fabel vom verlorenen Sohn endet. Dieser war (in Rilkes Fassung der Erzählung) von zu Hause geflohen, weil er die vereinnahmende Liebe seiner Familie nicht ertrug. Dazu analog ist Kertész’ geistige Emigration, mit der er sich letztlich auch von der westlichen Kultur distanziert hat. So enden die Aufzeichnungen in dem Tagebuchroman damit, dass die Figur Lot als eine posthume Verkörperung Kertész’ auf der Terrasse des Berliner Hotels Kempinski (seit Dezember 2017: Hotel Bristol) am Kurfürstendamm sitzt und über sein Leben im Westen nachdenkt: „Morgendämmerung, […]. Ich stelle mir vor, dass Lot auf der Terrasse des Kempinski sitzt, […] und […] leise zu sprechen beginnt: »Wißt ihr, was Einsamkeit ist, in einer sich pausenlos selbst feiernden Stadt?« […] Was bedeutet die westliche Lebensweise, die westliche Kultur für ihn?“
Kontrovers wurde seine Kritik an der europäischen immigrationspolitik aufgenommen: „Europa wird bald wegen seines bisherigen Liberalismus untergehen, der sich als kindlich und selbstmörderisch erwiesen hat. Europa hat Hitler hervorgebracht; und nach Hitler steht hier ein Kontinent ohne Argumente: die Türen weit offen für den Islam; er wagt es nicht länger über Rasse und Religion zu reden, während der Islam gleichzeitig einzig die Sprache des Hasses gegen alle ausländischen Rassen und Religionen kennt.“ „Ich würde darüber reden, wie Muslime Europa überfluten, besetzen und unmissverständlich vernichten; darüber, wie Europa sich damit identifiziert, über den selbstmörderischen Liberalismus und die dumme Demokratie... Es endet immer auf dieselbe Weise: Die Zivilisation erreicht eine Reifestufe, auf der sie nicht nur unfähig ist sich zu verteidigen, sondern auf der sie in scheinbar unverständlicher Weise seinen eigenen Feind anbetet.“

##### „Der Betrachter“
Das Tagebuch A néző. Feljegyzések 1991–2001, 2016 (dt. Der Betrachter. Aufzeichnungen 1991–2001, 2016) ist die Fortsetzung des Tagebuchromans Galeerentagebuch, der die Jahre 1961–1991 abdeckt. Es erschien erst kurz vor Kertéz’ Tod, noch nach dem Band Letzte Einkehr. Tagebücher 2001–2009 (dt. Erstveröffentlichung 2013) und dem darauf basierenden Tagebuchroman Letzte Einkehr (2014). In Der Betrachter dokumentiert Kertész sein Leben nach dem Systemwechsel in Ungarn bis zu der Zeit unmittelbar vor seinem Umzug nach Berlin. Einiges davon hat er mehr oder weniger verschlüsselt auch in dem Roman Ich – ein anderer von 1997 dargestellt. Des Weiteren enthalten die Notizen in Der Betrachter theoretische Reflexionen, die Kertész in seine essayistischen Texte übernommen hat.

### Essayistische Texte
Nach der Wende von 1989 verfasste Kertész erstmals auch essayistische Texte, die für eine tagesaktuelle Rezeption bestimmt waren. Wie in seinem Erzählwerk reflektiert er in seinen Essays über die europäische Kultur nach Auschwitz und über die mögliche Positionierung eines Künstlers in der heutigen Gesellschaft. Eine Auswahl dieser Reden und Essays aus den Jahren 1990–2004 ist in dem Sammelband Die exilierte Sprache von 2004 enthalten. Zuvor erschien in Ungarn bereits die Essaysammlung A gondolatnyi csend, amíg kivégzőosztag újratölt, 1998 (dt. Eine Gedankenlänge Stille, während das Erschießungskommando neu lädt, 1999).

### Künstlerisches Selbstverständnis
Die grundlegende Motivation für Kertész’ literarische Arbeit war das Erlebnis seiner Deportation nach Auschwitz und Buchenwald im Jahr 1944 sowie die Erfahrung, dass er nur wenig später, bei seiner Arbeit als Wärter in einem Militärgefängnis Anfang der 50er Jahre, in die „Situation des Henkers, des Täters“ geraten konnte. Beide Male habe er seine Verantwortlichkeit als freie Person verloren und gleich einem „Kind“ ein „Schicksal“ durchlebt, das „schon determiniert und vorgeschrieben“ war. Von diesem Dasein als entmündigter »funktionaler Mensch«, das nicht nur ihn allein betroffen habe, sondern ein „Problem des Jahrhunderts“ sei, handele sein gesamtes Werk: „Es ging nur darum, die Sprache zu finden für den Totalitarismus, eine Sprache, die zeigt, wie man eingemahlen wird in einen Mechanismus und wie der Mensch sich dadurch so sehr verändert, dass er sich und sein eigenes Leben nicht mehr wiedererkennt. Der funktionale Mensch verliert sich selbst. Ich wollte nie ein großer Schriftsteller werden, ich wollte immer nur verstehen, warum die Menschen so sind. […] Das hört sich vielleicht eigenartig an. Aber meine ganze Arbeit geht um den funktionalen Menschen des 20. Jahrhunderts. […] Dass ich diesen funktionalen Menschen erarbeitet habe. Darauf bin ich wirklich stolz.“ Darüber hinaus erscheint Kertész’ Werk als ein vorbildhaftes Zeugnis davon, wie er seine von der „Geschichte“ geraubte „Persönlichkeit“ im Rahmen seiner künstlerischen Tätigkeit zurückerlangen und sich sein Leben existentiell aneignen konnte. 1983 schreibt er dazu im Tagebuch: „Die unermessliche Wichtigkeit des Romans als eines Prozesses, in dessen Verlauf der Mensch sein Leben zurückgewinnt. Die sogenannte Krise des Romans rührt nicht etwa daher, dass der Roman nicht gebraucht wird, sondern daher, dass die Romanciers ihre Pflichten nicht kennen und Stümper oder Scharlatane sind. Doch nicht zu jedem Zeitpunkt kann ein Proust, ein Kafka, ein Krúdy geboren werden. Da es sie aber gegeben hat, müssen wir wissen, was der einzig mögliche Gegenstand des Romans ist: die Rückeroberung, das Erlebnis des Lebens und dass wir davon erfüllt sind, einen einzigen weihevollen Augenblick lang, bevor wir vergehen.“ 1988 erklärt er dort ferner, sein Werk solle dem Leser eine ebensolche Existenz ermöglichen: „Die Kunst vermittelt Erleben, das Erleben der Welt und dessen ethische Konsequenzen. Kunst vermittelt der Existenz die Existenz. Um Künstler zu sein, müssen wir uns innerlich eine Existenz anverwandeln, ebenso wie derjenige, der das Kunstwerk rezipiert, sich innerlich eine Existenz anverwandeln muss. Mit weniger dürfen wir uns nicht zufriedengeben; und wenn dieser Ritus irgendeine Bedeutung hat, ist diese Bedeutung allein hier zu suchen.“

#### „Exilierte“ oder „atonale Sprache“
Gemäß seinem Selbstverständnis als Autor, der die konventionelle Sprache und die gegebenen Begriffe nicht akzeptiert, gebrauchte Kertész eine sogenannte „exilierte Sprache“, in der seine persönliche Erfahrung zur Geltung kommt. Damit widerstreite er insbesondere der „totalitäre[n] Sprache“ offizieller Instanzen, welche die Menschen dazu verleite, sich einer äußerlich „aufgezwungenen Rolle“ oder „Funktion“ blind zu unterwerfen und damit ihre eigene „Persönlichkeit“ zu verleugnen. Der „Ideologie“, die häufig von „theoretischen Intellektuellen“ durch abstrakte „wissenschaftliche Betrachtungen“ legitimiert werde, setze er als „Schriftsteller“ die konkrete „menschliche Erfahrung“ entgegen: „weit höher als jeden theoretischen Ernst schätze ich die Erfahrung.“ Namentlich die Erfahrungen von Auschwitz respektive der Welt nach Auschwitz ließen sich nicht in einer „Vor-Auschwitz-Sprache“ beschreiben, die noch „das humanistische Weltbild des neunzehnten Jahrhunderts“ repräsentiert. Die stattdessen nötige „Nach-Auschwitz-Sprache“ hat Kertész „mit einem Fachwort aus der Musik“ auch als „atonale Sprache“ charakterisiert: „Sehen wir nämlich die Tonalität, die einheitliche Tonart, als eine allgemein anerkannte Konvention an, dann deklariert Atonalität die Ungültigkeit von Übereinkunft, von Tradition. Auch in der Literatur existierte einmal der Grundton, eine auf eine allgemein anerkannte Moral und Ethik gestützte Wertordnung, die das Beziehungsgeflecht von Sätzen und Gedanken bestimmte. Die wenigen, die ihre Existenz daransetzten, Zeugnis vom Holocaust zu geben, wussten genau, dass […] es für sie unmöglich war, ihre Erfahrungen in der Vor-Auschwitz-Sprache zu formulieren.“
Das Konzept der Atonalität verdankte Kertész einer Lektüre von Adornos musikalischen Schriften, von denen in Ungarn 1970 eine Auswahl erschien. Für ihn interessant dürfte vor allem der darin enthaltene Essay Arnold Schönberg (1874–1951) gewesen sein. Außerdem bezog er sich in diesem Zusammenhang auf Thomas Manns Roman Doktor Faustus, für den Mann sich gleichfalls von Adornos Schriften über Schönbergs musikalische Zwölftontechnik inspirieren ließ.

#### Poetologie
Kertész macht bereits in seinem zweiten Roman Fiasko poetologische Aussagen, die einen Rückschluss auf seine künstlerisches Selbstverständnis zulassen. So beschreibt er das von seinem jugendlichen Alter Ego Steinig (ungar.: Köves) begonnene Werk als einen aus seinem „Leben“ zu destillierenden „Gegenstand“, den ein späterer Leser „wie ein merkwürdiges Gebilde der Natur“ aufheben und begutachten könne. Dieses materielle Werk solle von seiner Lebenserfahrung dabei nur „das Wesentliche“ (also: das Dauerhafte, Allgemeingültige) enthalten: „so würde er von nun an leben müssen, den Blick auf dieses Sein geheftet, er würde es lange, durchdringend, staunend und ungläubig betrachten, […], bis er daran endlich etwas erkennen würde, was fast schon nicht mehr zu diesem Leben gehört, etwas, was greifbar ist, auf das Wesentliche zielt, unbestreitbar und vollendet ist wie die Katastrophen.“ In Kertész’ drittem Roman Kaddisch für ein nicht geborenes Kind bemüht sich der Schriftsteller und Übersetzer B. auf analoge Weise um eine „geistige Existenzform“, indem er seine durch „Auschwitz“ geprägte Lebenserfahrung rationalisiert und dieses „Wissen“ an die Nachwelt weitergibt. Als ein solcher Autor sieht er sich in eine geistige Tradition integriert, die er durch seine schriftstellerische Arbeit fortführt. So beschreibt er die „Natur“ seiner „Arbeit“ als: „Weiterschaufeln an jenem Grab, das andere für mich anfingen, in die Luft zu graben, um mir dann, einfach weil sie keine Zeit mehr hatten, es zu vollenden, […], das Werkzeug in die Hand zu drücken und mich damit stehenzulassen, auf dass ich die von ihnen begonnene Arbeit, so gut ich kann, vollende.“ Im Sinne von Paul Valéry, der die spezifisch gestaltete und mit einer präzisen Bedeutung versehene „poetische Sprache“ von der naturwüchsigen „Sprache der Alltagspraxis“ unterscheidet, bemerkt Kertész ferner in Dossier K. mit Bezug auf gewisse missverständliche Wörter in Schicksalslosigkeit (wie z. B. „Hass“, „Glück“ oder „Heimweh“): „In einem Roman verändern bestimmte Wörter ihre gewöhnliche Bedeutung“, wodurch sie als auslegungsbedürftige Chiffren wie ein „brennendes Geheimnis im Leser weiterleben“ können. Ohnehin seien in einem Roman „nicht die Tatsachen das Entscheidende, sondern allein das, was man den Tatsachen hinzufügt.“ In einem Interview zum Erscheinen von Dossier K. erklärt er genauer: „Jede schriftstellerische Arbeit ist eine Konstruktion. Die Sprache kommt hinzu, auch das Konzept, man kann theoretische oder wissenschaftliche Gedanken hinzufügen.“ Demnach bedürfen seine fiktionalen Schriften einer anspruchsvollen Auslegung jenseits der wörtlichen Bedeutung (z. B. der „Hass“ oder das „Glück“ von Köves in Schicksalsigkeit sollten also insbesondere nicht psychologisch interpretiert werden). Diese formale Eigenschaft seines Werks diente Kertész wiederum dazu, seine konkrete Situation zu transzendieren und sich abseits der provinziellen Diskurse in die Geistesgeschichte respektive die Weltliteratur einzuschreiben, oder, wie er 1979 im Tagebuch formuliert: in die „große, fließende Erzählung vom Menschen, in der wir alle unseren Platz suchen.“

#### Traditionslinien

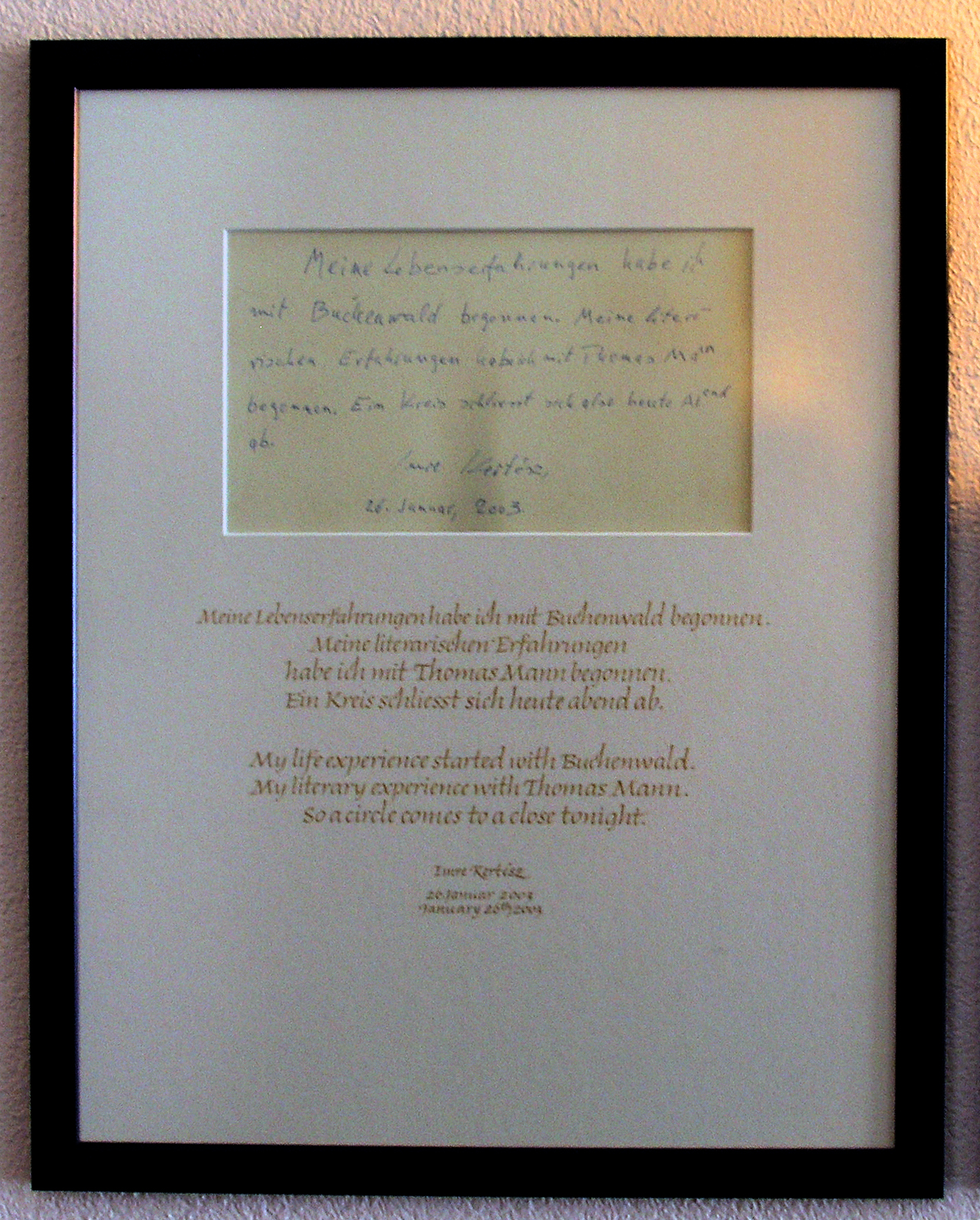
Gedenktafel Markt 19 (Weimar) Imre Kertész

In seinem Tagebuch Letzte Einkehr betont Kertész, obwohl er „ungarisch schreibe“, gehöre er im Grunde nicht zur ungarischen Literatur, sondern „zu jener in Osteuropa in Erscheinung getretenen jüdischen Literatur, die in der Monarchie und dann in den Nachfolgestaaten hauptsächlich auf Deutsch, aber nie in der Sprache der jeweiligen nationalen Umgebung geschrieben wurde und nie Teil der nationalen Literatur“ gewesen sei. Damit setze er die Linie fort, die von Franz Kafka und Paul Celan gezogen wurde. Letztlich sei die jeweils gewählte Sprache, mit der „von der Ausrottung der europäischen Juden erzählt“ werde, „zufällig“: „und welche Sprache es auch ist, sie kann nie Muttersprache sein.“ Entsprechend macht Kertész in Dossier K. deutlich, dass er sich generell an der „Weltliteratur“ (und nicht am heimischen Literaturbetrieb) orientiert habe. Zu Beginn seiner Arbeit habe er erkannt, dass er „Zeit, Zeit, und zwar unendlich viel Zeit brauchte“, da er zunächst „die ganze Weltliteratur lesen musste“. Ebenso erklärt er in einem Interview von 1996, sei er „nie in diesem Literaturbetrieb gewesen“, sondern habe stets „ganz ruhig zu Hause gearbeitet“: „Ich habe große Literatur gelesen, Dostojewski, Flaubert […].“
Ganz am Anfang von Kertész’ Beschäftigung mit Literatur scheint eine Valéry-Lektüre gestanden zu haben. So lässt er in Dossier K. durchblicken, dass er schon um 1953 Valérys Essayband Variété (Bd. 1, 1924) in einer ungarischen Übersetzung von 1931 gelesen hat. Aus den darin enthaltenen Texten erwähnt er Valérys Leonardo-Essay und Die Krise des Geistes, weiterhin zitiert er aus dem Essay Zu »Adonis« von La Fontaine, der dort ebenfalls abgedruckt ist. Man kann vermuten, dass er aus dem Adonis-Aufsatz bereits wesentliche Elemente von Valérys Poetik und aus Die Krise des Geistes Valérys Kulturkritik übernommen hat. Ferner ist in Valérys Leonardo-Essay von der Idee einer „geistigen Existenz“ die Rede, was (u. a.) vorbildlich für Kertész’ Motiv der „geistige[n] Existenzform“ in Kaddisch für ein nicht geborenes Kind gewesen sein könnte.
Als weitere Autoren, die einen wesentlichen Einfluss auf seine frühe Entwicklung als Künstler hatten, nennt Kertész Thomas Mann (seit 1954) und Camus (seit 1957). Er erwähnt auch eine Kafka-Lektüre (seit Mitte der 60er Jahre), jedoch sei er zu dieser Zeit schon zu alt gewesen, um hiervon noch geprägt zu werden. Durchgehend nachweisbar ist in Kertész’ Schriften ferner ein Bezug auf Beckett, den er zu den „größten Künstlern nach dem Holocaust“ gerechnet hat.
Weitere wichtige Autoren, die sich existentiell mit dem europäischen Kulturbruch auseinandergesetzt haben und aus diesem Grund von Kertész rezipiert wurden, sind Tadeusz Borowski, Paul Celan, Emil Cioran und Jean Améry. Hierzu kann ebenfalls Thomas Bernhard gerechnet werden, den Kertész selbst als den „spiritus rector der Englischen Flagge wie auch von Kaddisch“ bezeichnet hat und der offenbar auch eine wichtige Referenz für den Roman Liquidation war. Unter den Exilautoren bezieht Kertész sich ferner explizit auf Hans Sahl, Sándor Márai und Czesław Miłosz.
Zu der von Kertész gelesenen Weltliteratur zählen auch die großen Werke der Philosophie. Ausdrücklich berief er sich auf die Traditionslinie Kant – Schopenhauer – Nietzsche. Weiterhin bezog er von existentialistischen Philosophen wie Kierkegaard, Sartre und Jaspers entscheidende Anregungen. Im Tagebuch kritisiert er Sartre allerdings wegen seines moralistischen „»Engagement[s]«“ und bezichtigt ihn eines „Gegenkonformismus“. Den an der Lebensphilosophie orientierten Sartre-Kritiker Ortega y Gasset, der sich ähnlich Jaspers auch mit dem Phänomen der Massengesellschaft und des Totalitarismus auseinandergesetzt hat, rezipierte er wiederum positiv. Von ihm übernahm er die Vorstellung einer kulturellen Evolution auf der Grundlage eines kulturellen Gedächtnisses, durch welchen geistigen Prozess die menschliche Lebensform gegenüber allen anderen Lebensformen ausgezeichnet ist. Im Tagebuch notiert er dazu 1983: „Ortegas Anthropologie. Der Mensch ist »durchaus nicht Sache«, sondern »Drama«, das heißt Ereignis. Die »Aufgabe« des Individuums. Bei Ortega jedoch: Die Aufgabe lässt sich nicht wählen, da die Wahl unvermeidbar ist. Zugleich die Zweifelhaftigkeit der Individualität: Der Tiger ist immer der erste Tiger, sagt er; doch der Mensch ist nie Adam, nie der erste Mensch, denn wir werden in eine Struktur hineingeboren, über die die Vergangenheit herrscht.“
Nicht zuletzt ist die Bibel als eine zentrale Referenz in Kertész’ Werk zu erkennen. Zum einen verwendet Kertész Motive aus dem Alten Testament (»Kain und Abel« in der Erzählung Erdenbürger und Pilger, »Lots Flucht aus Sodom« im Roman Letzte Einkehr). Zum anderen macht er zahlreiche Anspielungen auf die im Neuen Testament beschriebene Gestalt Jesu, die als Vorbild eines geistigen Menschen gelten kann. Über die christliche Kultur in Ungarn schreibt Kertész 1997 im Tagebuch: „[…] wenn wir die christliche Kultur weitertragen, wenn wir die christliche Kultur retten wollen, ich sollte sagen: falls die christliche Kultur noch rettbar ist, dann ist die Kultur, die negative Ethik, die der Holocaust geschaffen hat, noch Teil der christlichen Kultur, so wie die Offenbarung Teil der Bibel ist. Doch dieses Land, in dessen Sprache ich lebe, hat nie in der christlichen Kultur gelebt. Obwohl es von »christlichen Werten« schwafelt, hat es nicht verstanden, die christliche Kultur hier heimisch zu machen. Es blieb ein heidnisches Land.“ In einer Notiz von 1998 äußert Kertész ferner an Papst Johannes Paul II. die Kritik, er habe „(unter dem fadenscheinigen Vorwand der Entschuldigung) die Bemerkung gemacht […], die Shoah (Auschwitz; die Endlösung) sei nicht die Tat des Christentums“: „Demzufolge gibt es nichts, weswegen die Christen Buße tun müssten. […] damit haben sie sich der lebendigsten Quelle für die Möglichkeit zur Erneuerung beraubt.“ An selber Stelle lobt er hingegen den ungarischen Dichter János Pilinszky: „Ein katholischer Dichter, Pilinszky, wusste das; doch da er auf ungarisch schrieb – in einer verlorenen und unbekannten Sprache –, hat man ihn noch nicht zum Ketzer erklärt.“ Schon 1985 notiert er in Anschluss an Pilinszky, Auschwitz sei nicht deswegen ein „»Trauma«“, „weil sechs Millionen Menschen ermordet wurden, sondern deswegen, weil sechs Millionen Menschen ermordet werden konnten“. Entsprechend erklärt Pilinszky in dem Vortrag Die Geschichte meines Engagements (Internationale Konferenz über die schöpferische Imagination, Poigny-La-Foret, 9.–13. Oktober 1970): „Alles, was hier geschah, ist Skandal, weil es geschehen konnte, und ist ausnahmslos heilig, dadurch, dass es geschah.“ Auschwitz betreffe also nicht nur die konkreten Opfer und Täter, sondern die gesamte spätere Gesellschaft, die mit dem Wissen um die Möglichkeit eines solchen Geschehens belastet ist. So gesehen hat Kertész die christliche Tradition durch die Erweiterung um jenes Wissen im Rahmen seines Werks fortzuführen versucht. In diesem Sinne erklärt er schon 1973 im Tagebuch: „Ich bin ein Medium des Geistes von Auschwitz, Auschwitz spricht aus mir. […] Auschwitz und alles, was damit zu tun hat (aber was hat schon nichts damit zu tun?), ist das größte Trauma der Menschen in Europa seit dem Kreuz, auch wenn es vielleicht Jahrzehnte oder Jahrhunderte dauern wird, bis sie sich dessen bewusst werden.“

#### Die Darstellbarkeit von Auschwitz
Auch wenn Kertész ein überlebender Zeuge von Auschwitz war und sein erster Roman Sorstalanság (Schicksalslosigkeit) von seiner Deportation nach Auschwitz und Buchenwald handelt, hat er bei aller Authentizität doch nicht ernsthaft versucht, in dem Roman eine Darstellung seiner Lager-Erlebnisse zu geben. Hinter seiner Schilderung des »Arbeitslagers« verbirgt sich vielmehr seine geistige Arbeit (in Anschluss an Kant, Schopenhauer, Nietzsche, Valéry, Thomas Mann, Camus etc.), mit der er sich von den naturalistischen Zwängen der Massengesellschaft befreit hat. Letztlich interessierte er sich also nicht für das objektive historische Geschehen, sondern für seine individuelle geistige Entwicklung. Daraus erklärt sich auch die abgründige Ironie und die kalte, inhumane Sprache, mit der der Erzähler Köves seine Erlebnisse im Lager beschreibt. Denn Kertész wollte offenbar die Geschichte demonstrativ gegenüber seiner persönlichen Entwicklung abwerten, womit er sich den Erwartungen an eine sogenannte »Lagerliteratur« offen – wenngleich ironisch codiert – widersetzt hat. In seinen späten Tagebuchnotizen erinnert er sich an die „Idee“, die ihn während der Arbeit an Schicksalslosigkeit gleitet habe, wie folgt: „ein ironischer, als private Autobiographie getarnter Roman, der sich der bis zum Überdruss bekannten Lagerliteratur, ja, der Literatur an sich widersetzt.“ Sein berühmtes Erstlingswerk sei „eigentlich nichts anderes als eine literarische Parodie“. Im selben Sinne bemerkt er in einem Interview: „Der Roman ist ein Trick, kein Leben. Man verzichtet auf die Einfühlung in das, was man erlebt hat, und beschreibt etwas anderes.“ Diesen Verzicht begründet er damit, dass gewöhnliche Leser einen reinen Erlebnisbericht aus dem KZ mit ihrem „realen, heutigen Leben nicht in Verbindung bringen“ könnten, so wie auch er selbst sich das Lager nicht mehr vorstellen könne: „Ich kann mir nicht mehr vorstellen, wie es war, als ich Kartoffelschalen in mich hineinstopfte, oder wie es war, dass ich während der Arbeit nicht aufs Klo gehen durfte.“ Hingegen sei es möglich, auf verständliche Weise über die universellen Mechanismen des Totalitarismus zu schreiben, die zu Auschwitz geführt hätten und die es auch noch heute gebe: „Ich glaube, man kann Auschwitz erklären, weil Auschwitz von unserem täglichen Leben kommt. Auschwitz ist bis heute nicht beendet, weil es unsere Lebensweise ist, die zu Auschwitz führt.“ Darstellungen dieser Art würden vom Publikum freilich nur schwer „angenommen“, denn: „Wenn in einem Buch auch nur eine Spur von Wahrheit ist, muss man sich verantwortlich fühlen.“ Entsprechend erfährt auch am Schluss von Schicksalslosigkeit der aus dem KZ Buchenwald befreite Protagonist Köves bei seiner Rückkehr nach Budapest, dass er bei den Daheimgebliebenen auf eine unüberwindliche Abwehr gegenüber seinen im Lager gewonnenen Einsichten stößt. Laut Kertész ist für die heutige Kunst aber gerade der – sinngemäß verallgemeinerte – Gegenstand „Auschwitz“ von besonderer Relevanz: „Da unserer Zeit gültige Mythen fehlen, fehlt ihr auch der Stil. Die christlichen Mythen […] sind bedeutungslos geworden, und in noch stärkerem Maße trifft das auf die antiken Mythen zu. […] Doch nun hat sich in unserer Zeit der Unkultur langsam ein neuer wirklicher Mythos herausgebildet: Auschwitz. Das ist ein Mythos, der […] dem heutigen Menschen etwas zu sagen vermag, wenn dieser Mensch bereit ist, sich der Sprache dieses Mythos zu öffnen. […] Eine besondere Wichtigkeit erlangt der »Mythos Auschwitz« gerade für den Künstler. Es mag paradox und unbarmherzig klingen, wenn ich hier im Zusammenhang mit Auschwitz über Kunst reflektiere. Und dennoch verhält es sich so, dass der heute oft beklagte Unstil in der Kunst – ich nenne nur das Stichwort »Postmoderne« – sofort verschwindet, wenn sich die Künstler auf etwas stützen: auf einen Mythos, eine Religion und so weiter. Erst durch seinen Bezug auf einen Fixpunkt schafft der Künstler einen Stil. Von daher bekenne ich als Romancier: Für mich ist Auschwitz eine Gnade.“

### Deutsche Übersetzungen
Erzählwerk
- Mensch ohne Schicksal. (Orig.: Sorstalanság. Szépirodalmi, 1975), übersetzt von Jörg Buschmann. Rütten und Loening, Berlin 1990, ISBN 3-352-00341-6.
  - Neu übersetzt unter dem Titel Roman eines Schicksallosen von Christina Viragh. Rowohlt Berlin, Berlin 1996, ISBN 978-3-87134-229-5.
- Protokoll. (Orig.: Jegyzőkönyv. Magazin 2000, Juni 1991, Nr. 6), übersetzt von Jörg Buschmann, in: Literatur im technischen Zeitalter 1991. S. 125–141, eingeheftetes Supplement in: Sprache im technischen Zeitalter, Nr. 120 (Dezember 1991).
  - Neu übersetzt von Kristin Schwamm, in: Imre Kertész / Péter Esterházy: Eine Geschichte. Zwei Geschichten. Residenz Verlag, Salzburg und Wien 1994, ISBN 3-7017-0881-9; in: Imre Kertész, Die englische Flagge. Erzählungen. Rowohlt, Reinbek b. Hamburg 1999, ISBN 3-498-03518-5.; mit Zeichnungen von Kurt Löb, in: Imre Kertész, Protokoll. Verlag Thomas Reche, Passau 2004, ISBN 3-929566-43-5; in: Imre Kertész / Péter Esterházy / Ingo Schulze: Eine, zwei, noch eine Geschichte/n. Berlin Verlag, Berlin 2008, ISBN 978-3-8270-0787-2.
- Kaddisch für ein nicht geborenes Kind. (Orig.: Kaddis a meg nem született gyermekért. Magvető, 1990), übersetzt von György Buda und Kristin Schwamm. Rowohlt Berlin, Berlin 1992, ISBN 978-3-87134-053-6.
- Galeerentagebuch. (Orig.: Gályanapló. Holnap, 1992), übersetzt von Kristin Schwamm. Rowohlt Berlin, Berlin 1993, ISBN 978-3-87134-077-2.
- Eine Zurückweisung. Buch und CD zum Brandenburgischen Literaturpreis 1995, enthält einen vorabveröffentlichten Abschnitt aus dem Roman Fiasko, die Laudatio Schweigen, Schreiben, Leben, Schweigen von Adolf Endler sowie auf CD eine Lesung von Kertész aus dem Roman eines Schicksallosen (Potsdam, April 1996) und ein Gespräch mit Kertész (Hendrik Röder, Budapest, Juli 1996). Brandenburgisches Literaturbüro, Vacat, Potsdam 1996, ISBN 3-930752-07-7.
- Ich – ein anderer. (Orig.: Valaki más. Magvető, 1997), übersetzt von Ilma Rakusa. Rowohlt Berlin, Berlin 1998, ISBN 978-3-87134-334-6; Neuausgabe mit überarbeiteter Übersetzung, Rowohlt Taschenbuch Verlag, Reinbek b. Hamburg, 1999, ISBN 3-499-22573-5.
- Die englische Flagge. Erzählungen. Enthält: Die englische Flagge. (Orig.: Az angol lobogó. Holmi, März 1991, Nr. 3), übersetzt von Kristin Schwamm; Der Spurensucher. (Orig.: A nyomkereső. Szépirodalmi, 1977; überarbeitete Fassung in: Magazin 2000, Juli–August 1993, Nr. 7–8), übersetzt von György Buda; Protokoll. (Orig.: Jegyzőkönyv. Magazin 2000, Juni 1991, Nr. 6), übersetzt von Kristin Schwamm. Rowohlt, Reinbek b. Hamburg 1999, ISBN 3-498-03518-5.
- Fiasko. (Orig.: A kudarc. Szépirodalmi, 1988), übersetzt von György Buda und Agnes Relle. Rowohlt, Berlin 1999, ISBN 978-3-87134-212-7.
- Der Spurensucher. Erzählung (Orig.: A nyomkereső. Szépirodalmi, 1977; überarbeitete Fassung in: Magazin 2000, Juli–August 1993, Nr. 7–8), übersetzt von György Buda. Suhrkamp, Frankfurt am Main 2002, ISBN 3-518-22357-7.
- Schritt für Schritt. Drehbuch zum »Roman eines Schicksallosen«. (Orig.: Sorstalanság. Filmforgatókönyv. Magvető, 2001), übersetzt von Erich Berger. Suhrkamp, Frankfurt am Main 2002, ISBN 3-518-12292-4.
- Liquidation. (Orig.: Felszámolás. Magvető, 2003), übersetzt von Laszlo Kornitzer und Ingrid Krüger. Suhrkamp, Frankfurt am Main 2003, ISBN 3-518-41493-3.
- Detektivgeschichte. (Orig.: Detektívtörténet., zusammen veröffentlicht mit A nyomkereső. Szépirodalmi, 1977), übersetzt von Angelika und Péter Máté. Rowohlt, Reinbek b. Hamburg 2004, ISBN 3-498-03525-8.
- Dossier K. Eine Ermittlung. (Orig.: K. dosszié. Magvető, 2006), übersetzt von Kristin Schwamm. Rowohlt, Reinbek b. Hamburg 2006, ISBN 3-498-03530-4.
- Opfer und Henker. Sammelband, enthält: Erdenbürger und Pilger. (Orig.: Világpolgár és zarándok. In: Élet és Irodalom 38/1976), übersetzt von Ilma Rakusa (Erstveröffentlichung in: DU, Juni 2005); Ich, der Henker. (Orig.: Én, a hóhér. Manuskript, übernommen in Fiasko), mit einer Vorbemerkung von Imre Kertész, übersetzt von Agnes Relle; Die Bank (Orig.: A pad. In: Élet és Irodalom 11/1978), übersetzt von Ilma Rakusa (Erstveröffentlichung in: DU, Juni 2005); Budapest. Ein überflüssiges Bekenntnis. (Orig.: Budapest – Egy fölösleges vallomás.) Erstveröffentlichung in der dt. Übersetzung von Christian Polzin in: Die Zeit, 5. März 1998; Warum gerade Berlin? (Orig.: Miért Berlin?) Erstveröffentlichung in der dt. Übersetzung von Kristin Schwamm in: DU, Juni 2005. Transit, Berlin 2007, ISBN 978-3-88747-220-7.
- Die letzte Einkehr – Doktor Sonderberg. Vorabdruck der Einleitung eines in Arbeit befindlichen Textes, übersetzt von Ilma Rakusa. Neue Zürcher Zeitung, 7. November 2009 (online auf nzz.ch); Orig.: A végső kocsma. In: Múlt és jövő. Nr. 3, 2009 (PDF, online auf multesjovo.hu).
- Letzte Einkehr. Tagebücher 2001–2009. Mit einem Prosafragment. Deutsche Erstveröffentlichung. Übersetzt von Kristin Schwamm und Adan Kovacsics (Prosafragment). Rowohlt, Reinbek b. Hamburg 2013, ISBN 978-3-498-03562-4.
- Letzte Einkehr. Ein Tagebuchroman. (Orig.: A végső kocsma. Magvető, 2014), übersetzt von Kristin Schwamm, Adan Kovacsics und Ilma Rakusa. Rowohlt, Reinbek b. Hamburg 2015, ISBN 978-3-499-26910-3.
- Der Betrachter. Aufzeichnungen 1991–2001. (Orig.: A néző. Feljegyzések 1991–2001. Magvető, 2016), übersetzt von Heike Flemming und Lacy Kornitzer. Rowohlt, Reinbek b. Hamburg 2016, ISBN 978-3-498-03561-7.

Essays und Reden
- Eine Gedankenlänge Stille, während das Erschießungskommando neu lädt. Essays. (Orig.: A gondolatnyi csend, amíg a kivégzőosztag újratölt. Monológok és dialógok, Budapest, 1998) Übersetzt von György Buda u. a. Rowohlt, Reinbek b. Hamburg 1999, ISBN 3-499-22571-9.
- »Heureka!«. Rede zum Nobelpreis 2002. Übersetzt von Kristin Schwamm. Suhrkamp, Frankfurt am Main 2002, ISBN 3-518-06702-8.
- Die exilierte Sprache. Essays und Reden. Vorwort von Péter Nádas, übersetzt von Kristin Schwamm, György Buda u. a. Suhrkamp, Frankfurt am Main 2003, ISBN 3-518-41449-6; um die Rede Bilder einer Ausstellung erweitert 2004, ISBN 3-518-45655-5.

Briefe
- Briefe an Eva Haldimann. Übersetzt von Kristin Schwamm. Rowohlt, Reinbek b. Hamburg 2009, ISBN 978-3-498-03545-7.

Posthume Veröffentlichungen
- Die eigene Mythologie schreiben. Tagebucheintragungen zum »Roman eines Schicksallosen« 1959–1962. Aus dem Archiv der Akademie der Künste Berlin, zusammengestellt und aus dem Ungarischen übersetzt von Pál Kelemen und Ingrid Krüger, in: Sinn und Form, 1/2019, S. 5–23.
- Heimweh nach dem Tod. Arbeitstagebuch zur Entstehung des »Romans eines Schicksallosen«. Herausgegeben von Pál Kelemen und Ingrid Krüger, Übers.: Pál Kelemen, Nachwort von Lothar Müller. Rowohlt, Hamburg 2022, ISBN 978-3-498-00223-7.

### Verfilmungen
- Csacsifogat (Eselskarren), Fernsehfassung der gleichnamigen Komödie von Kertész (Vorstellungen seit 1959), Regie: József Petrik, 63 min., Produktion: Magyar Televizió/M3, 1984 (Dokumentation auf IMDb).
- Sorstalanság (dt. Fateless – Roman eines Schicksallosen), Verfilmung des Romans Schicksalslosigkeit (1975), Drehbuch: Imre Kertész, Regie: Lajos Koltai, Musik: Ennio Morricone, 134 min., Ungarn / Deutschland / Großbritannien, 2005 (Dokumentation auf IMDb).
- Emelet (Etage), Verfilmung der Erzählung Detektivgeschichte (1977), Drehbuch: Annamária Radnai und János Vecsernyés, Regie: János Vecsernyés, 94 min., Ungarn, 2006 (Dokumentation auf IMDb).

## Interviews und Gespräche
- Radiointerview anlässlich der ersten deutschen Übersetzung von Sorstalanság, Mensch ohne Schicksal (Rütten und Loening, Berlin 1990): Gespräch mit dem ungarischen Schriftsteller Imre Kertész über seine Autobiographie »Schicksalslosigkeit«. Moderation: Peter Liebers, Aufnahme: Funkhaus Nalepastraße, Sendung: Dialog – Ein Kulturmagazin, 28. Januar 1989, Radio DDR II, 17:30 (DRA Babelsberg, Archivnummer 2006425).
- David Dambitsch: Zusammenstellung von Gesprächen mit Kertész seit Oktober 1992, in Im Schatten der Shoah – Gespräche mit Überlebenden und deren Nachkommen. Philo, Berlin/Wien 2002, ISBN 3-8257-0246-4, S. 43–56;
  - als Hörbuch: Stimmen der Geretteten – Berichte von Überlebenden der Shoah. Audio Verlag, Berlin 2002, ISBN 3-89813-213-7.
- »Ich will meine Leser verletzen«. Der Ungar Imre Kertész über seinen »Roman eines Schicksallosen«. Interview zur Neuübersetzung des Romans von Christina Viragh, Der Spiegel, 29. April 1996, Nr. 18 (online auf spiegel.de).
- Die Ethik wird durch die Opfer geschaffen. Gespräch mit Peter Michalzik, Frankfurter Rundschau, 4. Juli 1996, Nr. 153.
- Für mich ist Auschwitz eine Gnade. Gespräch mit Adelbert Reif, Universitas, 51. Jahrgang, Nr. 606, 12 / 1996 (Dezember), S. 1220–1227.
- Gespräch mit Imre Kertész. Carola Hähnel und Philippe Mesnard, Sinn und Form, 3/2000, S. 369–378.
- Der Repräsentant und der Märtyrer. Gespräch mit Andreas Breitenstein, Neue Zürcher Zeitung, 7. Dezember 2002, Nr. 285 (online auf nzz.ch).
- Gespräch mit Horace Engdahl (auf Deutsch), Stockholm, 12. Dezember 2002 (Videomitschnitt auf nobelprize.org).
- Lieber sich allem verweigern als eine Marionette sein. Über die Fragilität all unserer Gewissheiten. Interview von Marko Martin, MUT, Januar 2003, Nr. 425, S. 52–56.
- Das Geheimnis der Diktatur. Stephan Speicher interviewt Imre Kertész, Berliner Zeitung, 6. November 2004 (online auf berliner-zeitung.de).
- Man schreibt als ein glücklicher Mensch. Gespräch von Imre Kertész mit Ijoma Mangold, Süddeutsche Zeitung, 9. November 2004.
- Heureka! Gespräche und eine Rede. Mit Radierungen von Susanne Thuemer. Enthält neben der Nobelpreisrede »Heureka!« vom 7. Dezember 2002: Die Ethik wird durch die Opfer geschaffen, Gespräch mit Peter Michalzik, Frankfurter Rundschau Nr. 153, 4. Juli 1996; Ich will meine Leser verletzen, Gespräch mit Martin Doerry und Volker Hage, Der Spiegel Nr. 18, 29. April 1996; Es geht um Europas Werte, Gespräch mit Volker Hage und Reinhard Mohr, Der Spiegel Nr. 20, 17. Mai 1999; Die Glückskatastrophe, Gespräch mit Iris Radisch, Die Zeit Nr. 43, 17. Oktober 2002; Der Repräsentant und der Märtyrer, Gespräch mit Andreas Breitenstein, Neue Zürcher Zeitung Nr. 285, 7. Dezember 2002; Ich zeige einen Ausweg, Gespräch mit Klaus Nüchtern, Falter Nr. 48, 26. November 2003; Man schreibt als ein glücklicher Mensch, Gespräch mit Ijoma Mangold, Süddeutsche Zeitung Nr. 260, 9. November 2004. Verlag Thomas Reche, Neumarkt 2006, ISBN 3-85165-654-7.
- Ein Roman und sein Schicksal. Michael Töteberg im Gespräch mit Imre Kertész, in Imre Kertész: Roman eines Schicksallosen. Sonderausgabe zum deutschen Kinostart des Films Fateless – Roman eines Schicksallosen (Sorstalanság), Rowohlt, Reinbek, Juni 2005, ISBN 3-499-24043-2, S. 292–303.
- Imre Kertész über sein neues Buch »Dossier K.« und den neuen europäischen Antisemitismus. Interview von Eszter Rádai, Élet és Irodalom, 28. Juli 2006; dt. Übers.: Gabriella Gönczy, Perlentaucher, 16. August 2006 (online auf perlentaucher.de).
- Schande und Liebe in Zeiten der Diktatur. Interview von Franziska Augstein anlässlich der Veröffentlichung von Dossier K. Eine Ermittlung, Süddeutsche Zeitung, 16. September 2006 (online auf süddeutsche.de).
- Mein Leben ist eine Fiktion. Der ungarische Literaturnobelpreisträger Imre Kertész über sein Interviewbuch »Dossier K.«. Gespräch von Imre Kertész mit Jörg Plath, Der Tagesspiegel, 10. Oktober 2006 (online auf tagesspiegel.de).
- Ich rolle den Fels immer wieder hinauf. Interview von Sönke Petersen, 31. Januar 2007, Blickpunkt Bundestag, Archiv 01/2007, Parlament (online auf bundestag.de unter: Service / Archiv / Artikel des Jahres 2007).
- In Ungarn haben Antisemiten das Sagen. Tilman Krause interviewt Imre Kertész, Die Welt, 5. November 2009 (online auf welt.de).
- Der letzte Zeuge. Interview von Sacha Batthyany und Mikael Krogerus, Das Magazin, 7. November 2009 (Nr. 45); auch u. d. T. Ein Leben nach dem Tod. In: Der Standard, 15. November 2009 (Nr. 14) (online auf derstandard.at).
- Ungarn diskutiert über das WELT-Interview von Imre Kertész. Tilman Krause interviewt Imre Kertész, Die Welt, 10. November 2009 (online auf welt.de).
- A Conversation with Imre Kertész. Gespräch mit Thomas Cooper (2010), in Imre Kertész: The Holocaust as Culture. Seagull, London / New York / Kalkutta, 2011, ISBN 978-0-85742-022-0, S. 27–56.
- Denken ist eine Kunst, die den Menschen übersteigt. Gespräch mit Alexandre Lacroix, Dolmetscherin: Emese Varga, aus dem Französischen von Till Bardoux, Philosophie Magazin, Nr. 5, 2013 (online auf philomag.de).
- Ich war ein Holocaust-Clown. Imre Kertész im Gespräch mit Iris Radisch, Die Zeit, 12. September 2013 (online auf zeit.de).
- Mit Spielberg kann ich nicht konkurrieren. Interview von Sieglinde Geisel, NZZ am Sonntag, 20. Oktober 2013 (online auf sieglindegeisel.ch).
- Auschwitz kann sich wiederholen. Interview von Gregor Mayer, Mittelbayerische Zeitung, 23. Januar 2015 (online auf mittelbayerische.de).

## Preise und Ehrungen

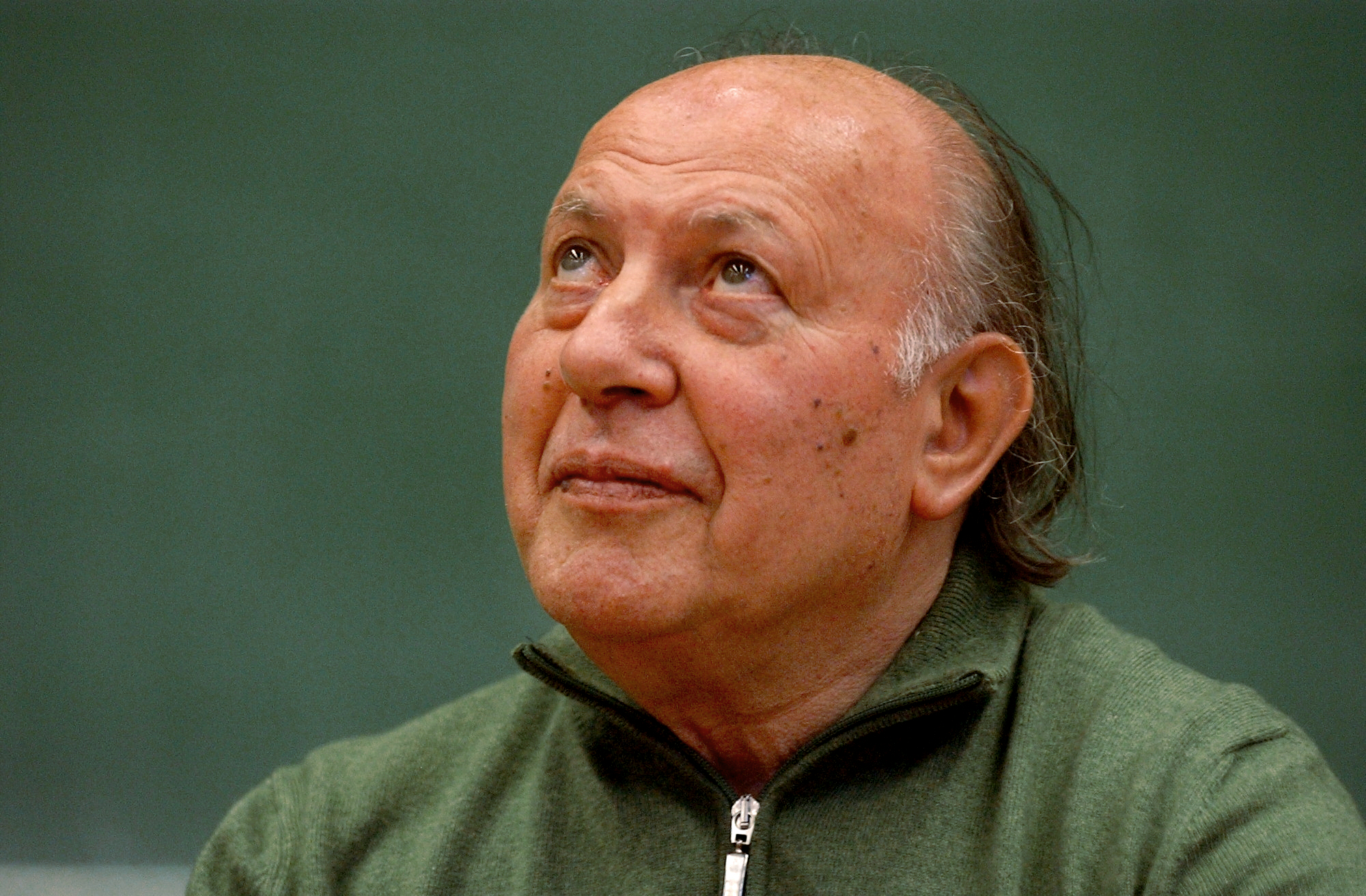
Imre Kertész in Szeged, Ungarn 2007

### Internationale Preise
Kertész wurde 1995 mit dem Brandenburgischen Literaturpreis, 1997 mit dem Leipziger Buchpreis zur Europäischen Verständigung, dem Jeanette Schocken Preis der Stadt Bremerhaven, dem Friedrich-Gundolf-Preis der Deutschen Akademie für Sprache und Dichtung, 2000 mit dem Herder-Preis, dem WELT-Literaturpreis und dem Pour le mérite für Wissenschaft und Künste ausgezeichnet. Im Jahre 2001 erhielt er die Ehrengabe zum Adelbert-von-Chamisso-Preis und den Ehrenpreis der Robert-Bosch-Stiftung. Für sein schriftstellerisches Gesamtwerk wurde Imre Kertész im Jahre 2002 als erster und bislang einziger ungarischsprachiger Autor mit dem Literaturnobelpreis ausgezeichnet. Ebenfalls 2002 wurde er mit dem Hans-Sahl-Preis und 2004 mit der Weimarer Goethe-Medaille sowie dem Großen Bundesverdienstkreuz mit Stern ausgezeichnet. Seit 2003 war Kertész Mitglied der Akademie der Künste, Berlin, Sektion Literatur. 2006 erhielt er die Ernst-Reuter-Plakette Berlins und den Wingate Literary Prize. Seit 2005 war er Ehrendoktor der Freien Universität Berlin. Am 8. November 2006 fand in der Berliner Nikolaikirche die Ehrung des ungarischen Literaturnobelpreisträgers mit dem Preis für Verdienste um die deutsche und europäische Verständigung 2006 der Deutschen Gesellschaft (1990) statt. Die Deutsche Gesellschaft würdigte damit einen Autor, dessen literarisches Lebenswerk exemplarisch für die Auseinandersetzung mit der europäischen Geschichte des 20. Jahrhunderts steht. „Völkerverständigung durch Aufklärung, das ist es, was wir Imre Kertész verdanken.“ (Jutta Limbach, Präsidentin des Goethe-Instituts und Laudatorin des Preisträgers). 2007 erhielt Imre Kertész den Marion-Samuel-Preis der Augsburger Stiftung Erinnerung, 2008 den Preis für Verständigung und Toleranz des Jüdischen Museums Berlin und 2009 den Jean-Améry-Preis. Im Oktober 2010 hat die Friedrich-Schiller-Universität Jena das Imre Kertész Kolleg. Europas Osten im 20. Jahrhundert. Historische Erfahrungen im Vergleich eingerichtet. 2013 erhielt Kertész für sein publizistisches Gesamtwerk den Bruno-Kreisky-Preis für das politische Buch des Jahres 2012.
Am 4. November 2021 wurde an seinem ehemaligen Wohnort, Berlin-Charlottenburg, Meinekestraße 3, eine Berliner Gedenktafel enthüllt.

### Ehrungen in Ungarn
- 1983: Milán-Füst-Prämie
- 1986: Forintos-Preis für Übersetzer
- 1988: Artisjus Literarischer Preis
- 1989: Attila-József-Preis
- 1989: Tibor-Déry-Prämie
- 1989: Aszu-Preis
- 1990: Prämie für das Buch des Jahres
- 1990: Örley-Preis
- 1992: Soros-Preis, für das Lebenswerk
- 1995: Preis der Soros-Stiftung
- 1996: Sándor-Márai-Preis
- 1997: Kossuth-Preis
- 1997: Großer Preis von Budapest
- 2002: Ehrenbürger von Budapest
- 2003: Großkreuz des Verdienstordens der Republik Ungarn
- 2007: Titel „Kulturgesandter Ungarns“ (Verleihung durch den ungarischen Kulturminister)
- 2014: Ungarischer Sankt-Stephans-Orden